# Le Creusot
Le Creusot est une commune française située dans le département de Saône-et-Loire en région Bourgogne-Franche-Comté.
Elle est le siège de la communauté urbaine Creusot-Montceau. Chef-lieu de deux cantons (Le Creusot-1 et Le Creusot-2), la commune compte 20 536 habitants, une agglomération de 34 272 habitants et une aire urbaine de 42 846 habitants. Elle est la troisième ville du département derrière Chalon-sur-Saône et Mâcon, la préfecture départementale.
La commune est située au cœur d'un important bassin houiller exploité dès le Moyen Âge, puis de façon industrielle à partir du XIXe siècle et ce jusqu'en 2000, permettant l'essor de l'industrie sidérurgique et mécanique dans la région.
L'économie du Creusot est aujourd'hui dominée par les techniques de pointe dans le domaine des aciers spéciaux (ArcelorMittal Industeel), de l'énergie (Framatome, Baker Hughes, Siag), des transports (Alstom, Safran-Snecma), etc..
Depuis les années 1990, la ville développe aussi ses atouts touristiques avec comme principale vitrine le parc des Combes, où les friands d'attractions et de balades en train touristique côtoient sportifs et amateurs de détente en pleine nature.

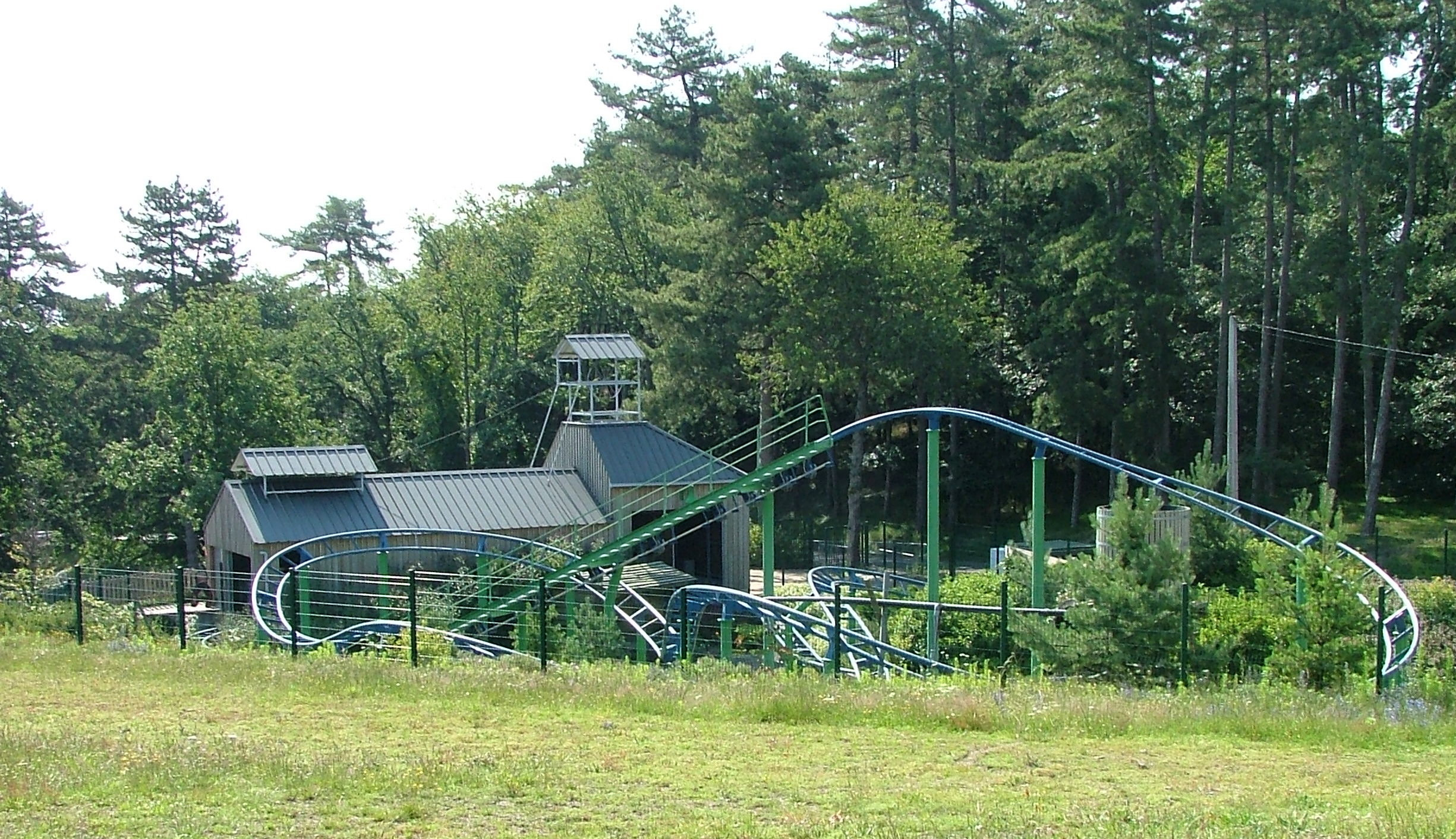
Une attraction du parc touristique des Combes, le Déval'train.

## Géographie

### Localisation
Le Creusot est une ville de Saône-et-Loire, au sud de la Bourgogne-Franche-Comté. La région environnante est marquée par l'élevage (avec un paysage de bocage très présent) mais également par la viticulture puisque les célèbres cépages bourguignons s'épanouissent à quelque 20 km au nord et à l'est du Creusot. On peut aussi noter la proximité du massif du Morvan (et notamment du mont Beuvray). Tout proche également se situe le village d'Uchon, qu'on appelle « La Perle du Morvan », et qui est remarquable pour ses éboulis de granit, notamment la Pierre qui croule, les Rochers du Carnaval.
La commune est uniquement traversée par des ruisseaux qui se rejoignent dans l'étang de Torcy Neuf pour donner naissance à la rivière Bourbince. L'un de ces ruisseaux, en grande partie recouvert au fil de l'industrialisation et de l'urbanisation de la ville, part de la plaine dite des Riaux, ruisseau en provençal (toponyme qui désigne aussi un quartier de Marseille). Plusieurs autres étangs ou lacs artificiels (étang du Breuil, étang de Brandon et lac de Montaubry) se situent autour du Creusot et contribuent à l'alimentation du bief de partage du canal du Centre.
Le Creusot comprend plusieurs quartiers : le Guide ou Cœur de Ville, le Centre ou Saint-Laurent, les Riaux, les Pompiers, les Alouettes, la Chaume, la Croix du Lôt, les Jeannins, les Vernizeaux, Montcoy (qui est partagé entre le Breuil et Le Creusot), la Marolle, la Combes, les Soches, Saint-Charles, la Charmille, les Prés, Saint-Eugène, la Croix-Menée, Chanliau, les Abattoirs, les Rapines, le Tennis, la Mouillelongue, les Groisons (qui sont partagés avec Montcenis), Saint-Henri, les Quatre-Chemins, la Villedieu, la Barre de Villedieu, la Molette ou la Sablière et la Couronne.

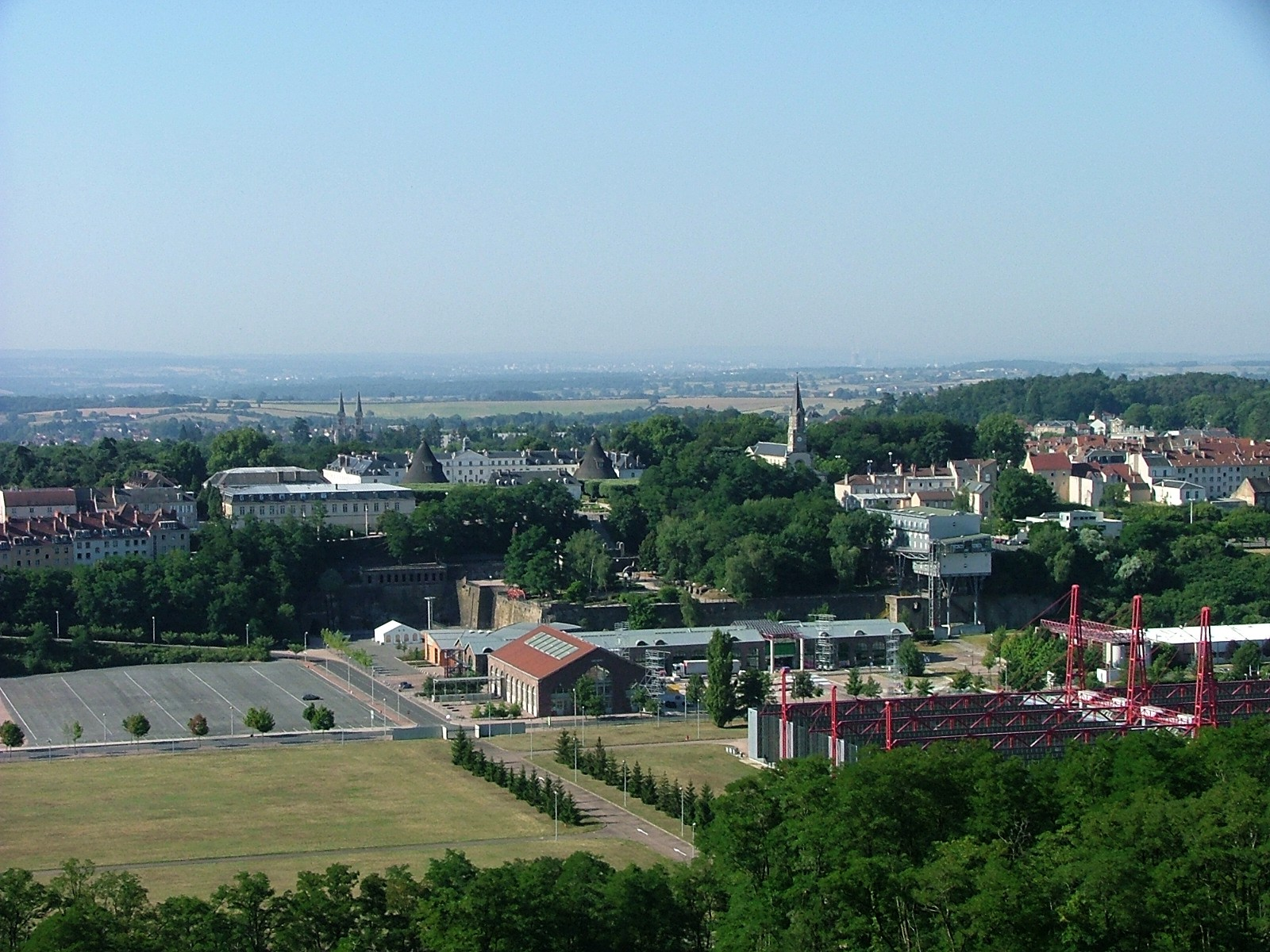
Vue aérienne de la plaine des Riaux.

### Géologie et relief
La commune repose sur le bassin houiller de Blanzy daté du Stéphanien (daté entre -307 et -299 millions d'années).

### Approvisionnement en eau
Dès leur arrivée au Creusot, les Schneider (voir chapitre ci-après) comprennent que l'approvisionnement en eau de la ville et de son usine est aussi important que la disponibilité du charbon et du minerai de fer. La ville et son usine se développent rapidement, et leurs besoins en eau ne cessent d'augmenter, que les réservoirs existants ne peuvent satisfaire.
Face à ces besoins toujours croissants, la mise en œuvre de solutions suit plusieurs étapes :
- 1861 : augmentation des quantités d'eau en réserve (étang de la Forge agrandi, pompes qui vont puiser l'eau en profondeur, aqueduc collecteur pour les eaux pluviales) ;
- 1862 : dérivation et captation des eaux du ruisseau de Saint-Sernin-du-Bois pour les amener au château de la Verrerie (par une conduite de dérivation et un tunnel souterrain de 425 mètres)[6] ;
- 1875 : dérivation et captation des eaux du ruisseau du Rançon, nécessitant également une conduite de dérivation et un tunnel souterrain de 500 m. La conduite aboutit au réservoir du château de la Verrerie, où les eaux du Rançon se mélangent à celles de Saint-Sernin[7] ;
- 1914 : création ou agrandissement de réservoirs sur le plateau d'Antully (étangs du Martinet et de la Noue), travaux de percement d'un tunnel d'une longueur de 1 400 m et pose de tuyaux d'une nouvelle conduite[8].

### Électrification de la ville
Par un accord avec Schneider et Cie (voir chapitre ci-après), en date du 22 mars 1900, l'éclairage de la ville du Creusot est alors assuré par 2 600 becs de gaz (gaz issu des hauts fourneaux et de la cokerie). L'allumage des becs est assuré par des personnes choisies par quartier.
En 1905, une pétition est faite au Creusot, demandant le remplacement de l'éclairage des rues au gaz par des lampadaires électriques. Schneider et Cie s'y oppose, car ses groupes turbo-alternateurs produisent à peine assez de courant pour alimenter les besoins de son usine, et d'autre part le gaz issu des hauts fourneaux et de la cokerie serait inutilisé.
L'électrification des rues de la ville est repoussée, et ne se fera qu'après 1943. Schneider et Cie crée alors une entreprise commerciale appelée « Société provinciale d'électricité ». Cette société   pouvait ainsi acquérir de l'électricité à l'extérieur (stations hydrauliques) si les turbo-alternateurs n'en produisaient pas assez.
Aujourd'hui, la station du « Pont Jeanne Rose », construite à l'origine en 1916 pour l'alimentation électrique de l'usine de Montchanin, alimente toujours toute la région du Creusot en électricité.

### Climat
Pour des articles plus généraux, voir Climat de la Bourgogne-Franche-Comté et Climat de Saône-et-Loire.
En 2010, le climat de la commune est de type climat océanique dégradé des plaines du Centre et du Nord, selon une étude du Centre national de la recherche scientifique s'appuyant sur une série de données couvrant la période 1971-2000. En 2020, Météo-France publie une typologie des climats de la France métropolitaine dans laquelle la commune est exposée à un climat océanique altéré et est dans la région climatique Lorraine, plateau de Langres, Morvan, caractérisée par un hiver rude (1,5 °C), des vents modérés et des brouillards fréquents en automne et hiver.
Pour la période 1971-2000, la température annuelle moyenne est de 10,4 °C, avec une amplitude thermique annuelle de 16,9 °C. Le cumul annuel moyen de précipitations est de 904 mm, avec 12 jours de précipitations en janvier et 7,4 jours en juillet. Pour la période 1991-2020, la température moyenne annuelle observée sur la station météorologique de Météo-France la plus proche, « Saint-Symphorien de Marmagne », sur la commune de Saint-Symphorien-de-Marmagne à 9 km à vol d'oiseau, est de 11,1 °C et le cumul annuel moyen de précipitations est de 974,4 mm. 
La température maximale relevée sur cette station est de 42 °C, atteinte le 18 juillet 1964 ; la température minimale est de −22 °C, atteinte le 16 janvier 1985,,.
| Mois                                  | jan.           | fév.           | mars           | avril         | mai             | juin           | jui.          | août          | sep.          | oct.            | nov.             | déc.          | année    |
| ------------------------------------- | -------------- | -------------- | -------------- | ------------- | --------------- | -------------- | ------------- | ------------- | ------------- | --------------- | ---------------- | ------------- | -------- |
| Température minimale moyenne (°C)     | 0              | 0              | 2,2            | 4,6           | 8,4             | 11,6           | 13,2          | 12,9          | 9,7           | 7               | 2,9              | 0,7           | 6,1      |
| Température moyenne (°C)              | 3,1            | 4              | 7,3            | 10,3          | 14,1            | 17,8           | 19,8          | 19,4          | 15,6          | 11,7            | 6,5              | 3,8           | 11,1     |
| Température maximale moyenne (°C)     | 6,3            | 8              | 12,5           | 16            | 19,8            | 23,9           | 26,3          | 26            | 21,6          | 16,3            | 10,2             | 6,9           | 16,1     |
| Record de froid (°C) date du record   | −22 16.01.1985 | −22 14.02.1956 | −12,5 01.03.05 | −6 08.04.1956 | −3,5 07.05.1957 | 1,5 02.06.1975 | 2 08.07.1954  | 3 29.08.1963  | −2 30.09.1954 | −6,5 29.10.1950 | −11,5 20.11.1952 | −17 20.12.09  | −22 1985 |
| Record de chaleur (°C) date du record | 17 13.01.1993  | 21 24.02.1990  | 25 25.03.1955  | 29 29.04.1955 | 32 15.05.1992   | 38 28.06.1947  | 42 18.07.1964 | 40 02.08.1947 | 37 03.09.1962 | 29,1 09.10.23   | 22,6 02.11.20    | 18 15.12.1989 | 42 1964  |
| Précipitations (mm)                   | 91,1           | 74,3           | 72,2           | 73,5          | 90,1            | 69,7           | 69,1          | 67,6          | 70,6          | 87,3            | 106,4            | 102,5         | 974,4    |

| Diagramme climatique                                  |        |             |           |             |              |              |            |             |           |              |             |
| J                                                     | F      | M           | A         | M           | J            | J            | A          | S           | O         | N            | D           |
| 6,3091,1                                              | 8074,3 | 12,52,272,2 | 164,673,5 | 19,88,490,1 | 23,911,669,7 | 26,313,269,1 | 2612,967,6 | 21,69,770,6 | 16,3787,3 | 10,22,9106,4 | 6,90,7102,5 |
| Moyennes : • Temp. maxi et mini °C • Précipitation mm |        |             |           |             |              |              |            |             |           |              |             |

Les paramètres climatiques de la commune ont été estimés pour le milieu du siècle (2041-2070) selon différents scénarios d'émission de gaz à effet de serre à partir des nouvelles projections climatiques de référence DRIAS-2020. Elles sont consultables sur un site dédié publié par Météo-France en novembre 2022.

## Urbanisme

### Typologie
Au 1er janvier 2024, Le Creusot est catégorisée centre urbain intermédiaire, selon la nouvelle grille communale de densité à sept niveaux définie par l'Insee en 2022.
Elle appartient à l'unité urbaine du Creusot, une agglomération intra-départementale regroupant six  communes, dont elle est ville-centre,,. Par ailleurs la commune fait partie de l'aire d'attraction du Creusot, dont elle est la commune-centre,. Cette aire, qui regroupe 22 communes, est catégorisée dans les aires de moins de 50 000 habitants,.

### Occupation des sols
L'occupation des sols de la commune, telle qu'elle ressort de la base de données européenne d'occupation biophysique des sols Corine Land Cover (CLC), est marquée par l'importance des territoires artificialisés (63,3 % en 2018), en augmentation par rapport à 1990 (60,5 %). La répartition détaillée en 2018 est la suivante : zones urbanisées (45 %), forêts (17,4 %), zones industrielles ou commerciales et réseaux de communication (15,7 %), prairies (11,4 %), zones agricoles hétérogènes (5,8 %), espaces verts artificialisés, non agricoles (2,5 %), milieux à végétation arbustive et/ou herbacée (2,1 %). L'évolution de l'occupation des sols de la commune et de ses infrastructures peut être observée sur les différentes représentations cartographiques du territoire : la carte de Cassini (XVIIIe siècle), la carte d'état-major (1820-1866) et les cartes ou photos aériennes de l'IGN pour la période actuelle (1950 à aujourd'hui).

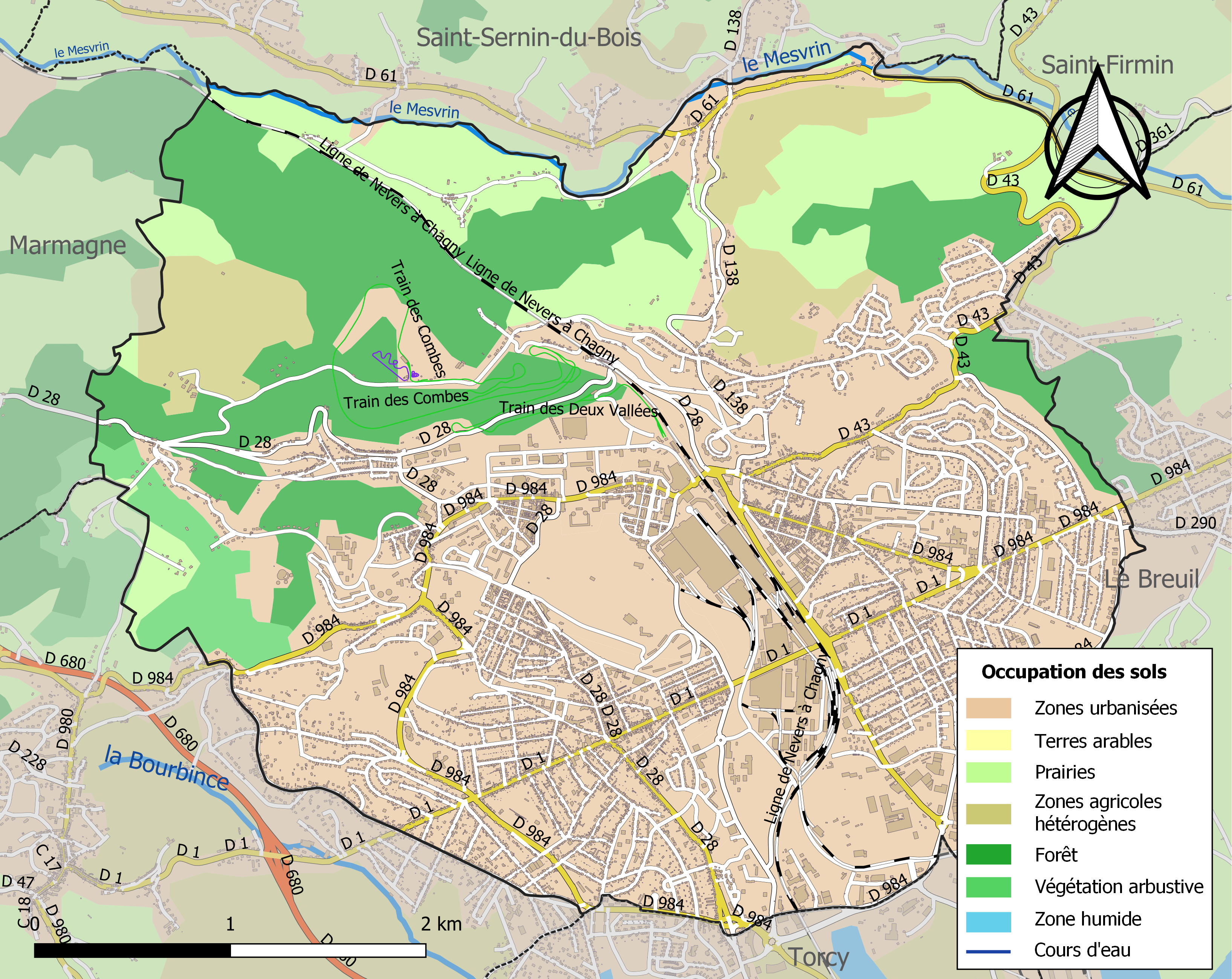
Carte des infrastructures et de l'occupation des sols de la commune en 2018 (CLC).

### Voies de communication et transports
La ville est desservie par deux gares : la gare du Creusot proprement dite est desservie par les TER Bourgogne, et la gare Le Creusot-TGV desservie par des TGV. Ces deux gares sont distantes de quelques kilomètres, mais le projet de voie ferrée Centre Europe Atlantique prévoit la connexion de ces deux réseaux ferroviaires avec la création d'un arrêt des TER au sein de la gare TGV.
La ville est proche de l'autoroute puisque la route nationale 80 relie la commune à l'A6 en 25 minutes. À proximité, la Route Centre Europe Atlantique (RCEA) est un itinéraire en 2x2 voies, très fréquenté car majoritairement gratuit, qui traverse la France d'est en ouest.
Le Creusot dispose d'un réseau de transport en commun par bus assuré par une entreprise de la CUCM, MonRézo.
Récemment, la ville se dote de voies cyclables grâce au schéma directeur de la CUCM

## Environnement
Les industries lourdes ayant été converties à des normes de pollutions récentes et les principaux axes routiers nationaux évitant la ville, la qualité de l'air y est reconnue comme bonne.

## Toponymie
Son nom provient du gaulois « croso » qui veut dire creux, petit vallon. Donc il indique que le hameau originel s'est construit dans une dépression de terrain. Le hameau est cité sous le nom de « Crosot » en 1253.

## Histoire
L'histoire du Creusot, souvent qualifiée de « ville-usine », est étroitement liée à son développement industriel. À ce titre, la ville abrite un écomusée : l'écomusée du Creusot-Montceau. Le Creusot dispose par ailleurs d'une société savante, l'Académie François-Bourdon, fondée en juin 1985 par un groupe d’anciens salariés de Creusot-Loire désireux de sauvegarder les archives industrielles et la collection d’objets de l’entreprise Schneider et de Creusot-Loire. Cette société, centre d'archives industrielles, œuvre à la découverte du patrimoine industriel de la ville, retraçant l'histoire industrielle des Schneider par le biais de conférences et de publications (parmi lesquelles figure le Bulletin de l'Académie François Bourdon, publication annuelle, n° 25 en juin 2024).

### Le Crozot (Crosot), un hameau du bailliage de Montcenis
La plus ancienne référence connue remonte à 1253, avec un acte sur parchemin, par lequel Henry de Monestoy cède au duc Hugues IV de Bourgogne, « toutes ses propriétés en hommes, bois, prés, de la Villa Dei et de Crosot », pour le prix de 40 livres dijonnaises. Dans le vallon du Peu, voisinent les hameaux de la Charbonnières, du Crosot et des Nouillots, relevant de la paroisse du Breuil. C'est un pays de collines, de ruisseaux et d'étangs connu de tout temps pour ses affleurements de « pierre noire » (charbon de terre ou houille) que quelques familles de métayers « jardinaient » pour leurs besoins personnels.
« D'abord la mine. Vers 1502, Symon Jobé et Pierre Pelletier s'étaient associés et accompagnés par moitié et par indivis en toutes leurs terres à tirer du charbon, communément appelé « oylle », assises et situées au lieu-dit « en Crosot » . Mais l'exploitation rationnelle ne commence véritablement qu'à partir de mars 1769, date à laquelle François de la Chaise obtient, pour lui et ses héritiers, le droit d'exploiter les mines de charbon de terre se trouvant sur la baronnie de Montcenis, pour une durée de cinquante années. François de la Chaise était conforté dans son projet par les conclusions positives du rapport de Gabriel Jars : le charbon de terre est ici abondant et propre à fondre du minerai de fer à l'aide du coke selon la nouvelle technique anglaise. Au milieu du XVIIIe siècle, grâce à ce charbon il y avait deux modestes forges et l'on y coulait le verre. Le hameau du Crozot comprenait alors une vingtaine de « feux » ou « meix », soit une centaine d'habitants ».
« Puis la fonderie royale. En 1781, François Ignace de Wendel, recherche un site pour construire une fonderie « de type anglais » (fonte au coke) susceptible d'alimenter en fonte les Forges de l'Indret (Loire-Atlantique) dont il est propriétaire. Accompagné de William Wilkinson qui préfère ce site à celui de Saint-Étienne, et rejoints par l'architecte Pierre Toufaire, ils dressent les plans et réalisent à proximité de la Charbonnière, la plus grande usine métallurgique d'Europe continentale, dotée de quatre hauts-fourneaux. La première gueuse est coulée le 11 décembre 1785 à deux heures de l'après-midi » et l'usine occupe déjà 1 500 personnes.
« Et aussi la manufacture des cristaux de la Reine. En 1786 la décision est prise de transférer dans la baronnie de Montcenis la manufacture des cristaux et émaux de la Reine, jusqu'alors située dans le domaine royal du parc de Saint-Cloud à Sèvres ».
Un acte royal du 10 novembre 1786 réunit dans un même ensemble industriel : les mines, les fonderies d'Indret et du Creusot, la cristallerie ainsi que les forges de Bouvier et de Mesvrin. François Ignace de Wendel en prend la direction.

### 1790-1836: le temps des vicissitudes économiques et industrielles
En 1790, Le Creuzot (officiellement orthographié « Le Creusot » en 1853) est érigé en commune de 485 hectares, largement rurale et constituée de quelques hameaux (le Nom, la Couronne, la Chaise) accolés au domaine royal et industriel et tous soustraits aux paroisses du Reuil et de Torcy. La cité est organisée autour de La Verrerie et du quartier des Alouettes, avec une continuité urbaine entre l'actuelle place Bozu et le château de la Verrerie.
En janvier 1793, fuyant la Terreur, Ignace de Wendel est contraint d'émigrer en Thuringe (Allemagne). Michel Ramus le remplace. En février 1794, le Comité de Salut Public réquisitionne les usines, mais la fonderie, surdimensionnée, éprouve des difficultés récurrentes à produire une fonte au coke de qualité ; alors que la jeune République est demandeuse de canons pour les soldats de l'an II. Une batterie de canons fondus au Creusot a permis au jeune officier Bonaparte (futur Napoléon Ier) de chasser les Anglais au siège de Toulon en décembre 1793.

#### La fonderie royale réquisitionnée
En 1794 les Établissements sont réquisitionnés par le Comité de salut public et l'année suivante un commissaire spécial, le conventionnel Noël Pointe, est dépêché sur place et chargé d'une nécessaire remise en ordre. En 1796 les Établissements sont restitués à leurs propriétaires. La société « Coste, Caylus et Gévaudan » et divers investisseurs en deviennent les maîtres. Parmi eux Jean-Baptiste Bureau, Thomas Chardon et Jean-Baptiste Mollerat tentent sans grand succès de réorganiser et d'équilibrer les comptes, mais, à la suite de mauvais choix techniques, les difficultés subsistent et l'exploitation minière est sinistrée. En 1802 la décision est prise d'affermer séparément les établissements mais seule la cristallerie fut finalement amodiée à Xavier Veytard, avec la caution de Benjamin Ladouèpe-Dufougerais qui, du fait de son entregent, en devint très vite le gérant. La manufacture maintenant impériale, fut alors le « lustrier de l'empereur ». Quant aux mines et à la fonderie, dès 1804 et plus encore à partir de 1808, Jean-François Chagot, par des achats successifs d'actions puis par de substantielles avances financières, se positionne pour être l'unique repreneur de fait lors de la mise en adjudication devenue inéluctable en 1814. Napoléon « évitant » Le Creusot durant les Cent Jours, ajoute de l'incertitude à l'économie de ce site et ce n'est que le 8 août 1818 que seront adjugés les établissements à un groupe d'actionnaires : Chagot père (Jean-François) et fils (Henry, Louis-Hippolyte et Jules) majoritaires, Thomas Chardon, etc. Mais Jean-François Chagot et ses fils sont néophytes en métallurgie et le devenir de la fonderie, directement lié à la solidité du pacte familial, ne résistera pas au décès de Jean-François en 1824.

#### La technique de la fonte au coke enfin maitrisée
En 1826 les fils Chagot ne conservent que la cristallerie et cèdent le reste à la société Manby et Wilson, avec Aaron Manby et Daniel Wilson, deux industriels anglais déjà propriétaires des Forges de Charenton (région parisienne), et Jean-Baptiste Chaptal comme gérant. Ces industriels vont entreprendre un important agrandissement de la fonderie, la construction d'une forge à l'anglaise, la reconstruction de quatre hauts-fourneaux et la construction de la cité ouvrière de la Combe des mineurs. L'on parviendra enfin en 1826 à produire une fonte de qualité. Cependant, dès 1828, la gestion hasardeuse de Wilson, faisant jouer une clause particulière (dite « scélérate ») du contrat qui stipule que toute nouvelle société est chargée de liquider la précédente, conduit très vite celle-ci à la faillite en juin 1833. Quant à la cristallerie sa gestion calamiteuse par les frères Chagot va en faire une proie facile pour les cristalleries de Baccarat et de Saint-Louis. Elle sera reprise et définitivement fermée au 1er novembre 1832.
En décembre 1836, sur la base d'un montage financier dans lequel la banque Seillière réinvestit une partie des immenses bénéfices accumulés lors de l'expédition d'Alger dont elle assurait la logistique, François-Alexandre Seillière, Louis Boigues, propriétaire des Forges de Fourchambault et les frères Adolphe et Eugène Schneider, se portent acquéreurs de tous les établissements du Creusot. Adolphe et Eugène Schneider deviennent les dirigeants de la nouvelle société : Schneider frères et Cie.

### 1836-1871: développement de la ville sous la dynastie Schneider

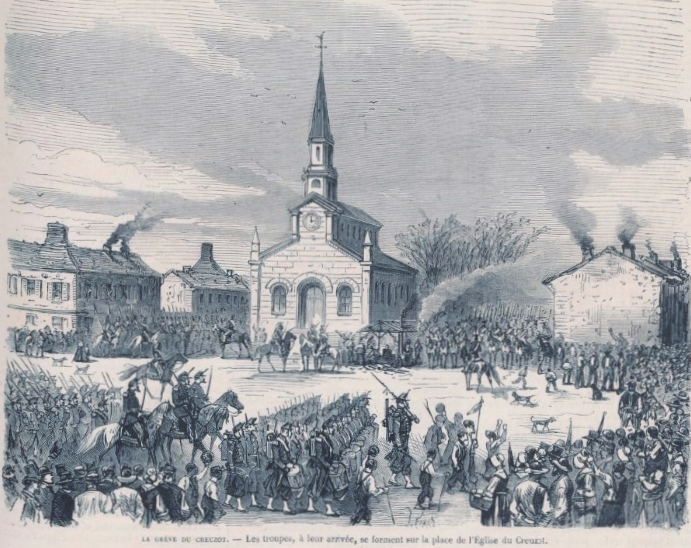
La grève du Creuzot. Les troupes, à leur arrivée, se forment sur la place de l'église du Creuzot (Le Monde illustré, n° du 29 janvier 1870).

Commence alors plus d'un siècle de domination de la famille Schneider sur la ville. En 1837, Eugène et Adolphe Schneider achètent les bâtiments industriels et le parc de l'ancienne cristallerie royale qu'ils aménagent en résidence familiale (appelée aujourd'hui château de la Verrerie).
Vers les années 1855-1860, le développement industriel et urbain rend nécessaire une extension territoriale. Par décret impérial du 14 février 1862 la ville voit sa superficie augmenter de plus de 1 300 hectares au détriment de Torcy, Le Breuil, Saint-Sernin-du-Bois, Saint-Firmin, Montcenis et Marmagne. Le Creusot n'est plus une bourgade mais une ville nouvelle, fief des Schneider. Eugène se sert de la ville pour appuyer ses ambitions politiques. La mairie est à plusieurs reprises dirigée par des membres de la famille.
En 1868, les établissements Schneider emploient 9 950 ouvriers.
Autour de 1870, les usines et la ville, qui comptent maintenant plus de 20 000 habitants dont environ 10 000 ouvriers, sont le foyer de mouvements sociaux sévèrement réprimés. Des figures du militantisme ouvrier telles qu'Eugène Varlin, Benoît Malon, Adolphe Assi ou Jean-Baptiste Dumay y sont impliquées. En janvier 1870, la question du contrôle de la caisse de secours mutuel donne lieu à des arrêts de travail qui débouchent sur deux grèves : en janvier (10 jours) puis en mars (23 jours). L'intervention de l'armée (4 000 hommes en janvier) fait six morts parmi les ouvriers,. Cette grève a un écho important, malgré l'échec du combat social, à cause de son importante dimension symbolique : les grévistes s'attaquent en la personne d'Eugène Schneider non seulement à leur patron, mais aussi au président du corps législatif, au régent de la Banque de France et au maire de la ville, toutes fonctions cumulées par cet industriel qui tient toute la ville dans sa main. Avec la chute du Second Empire le 4 septembre 1870, Eugène Schneider doit se réfugier en Angleterre et cède temporairement la direction à son fils Henri. Jean-Baptiste Dumay est nommé maire de la ville. Le 26 mars 1871, en écho à la Commune de Paris, Dumay et la garde nationale proclament la Commune du Creusot. Mais l'armée prend le contrôle de la ville dès le 28 mars et le mouvement est étouffé. Dumay s'exile peu après en Suisse.

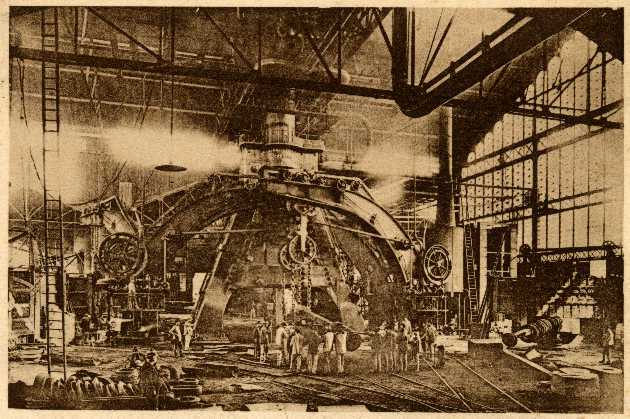
Le marteau-pilon du Creusot.
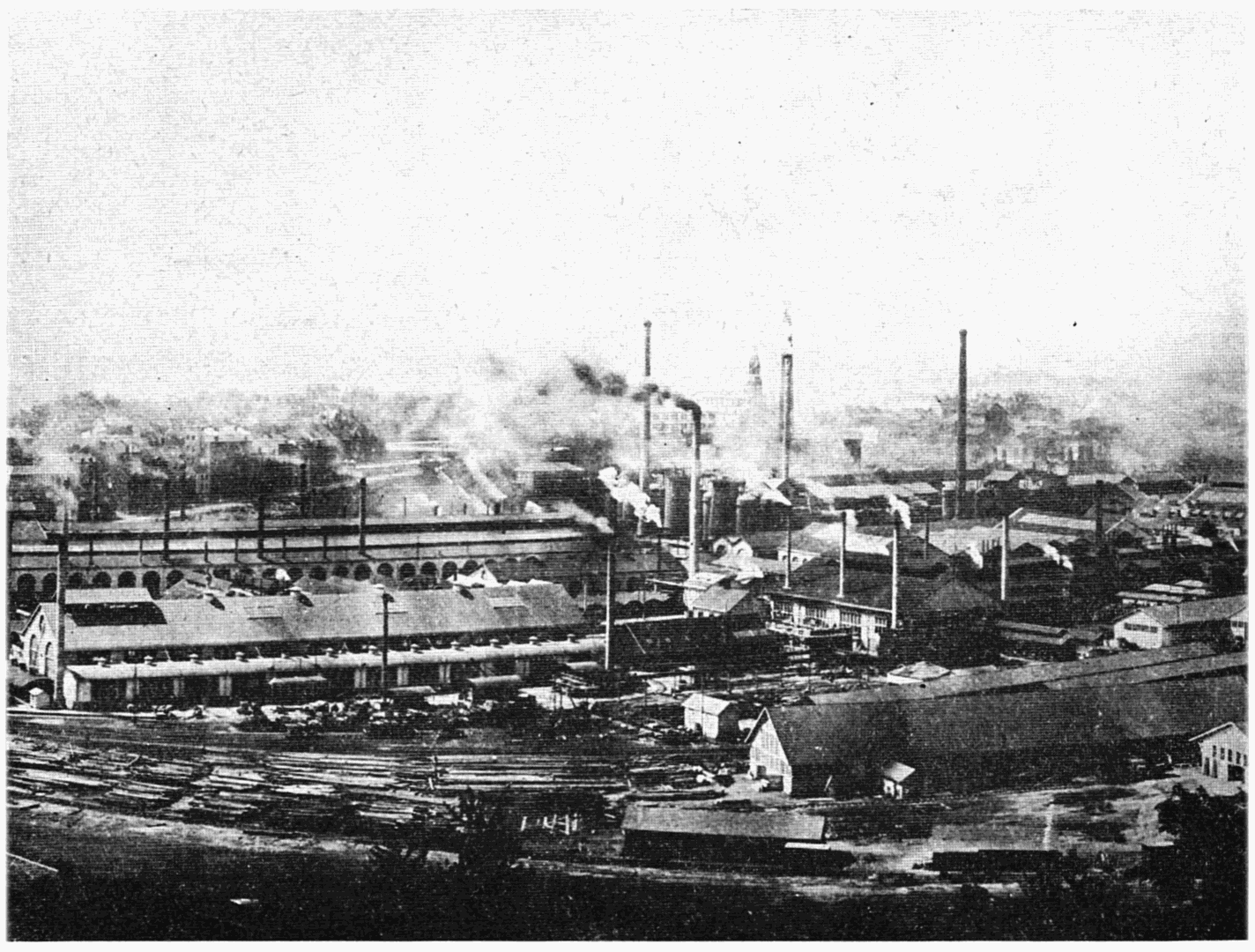
Le Creusot et ses usines.

### 1871-1960: Henri, Eugène II et Charles: les Schneider, suite et fin

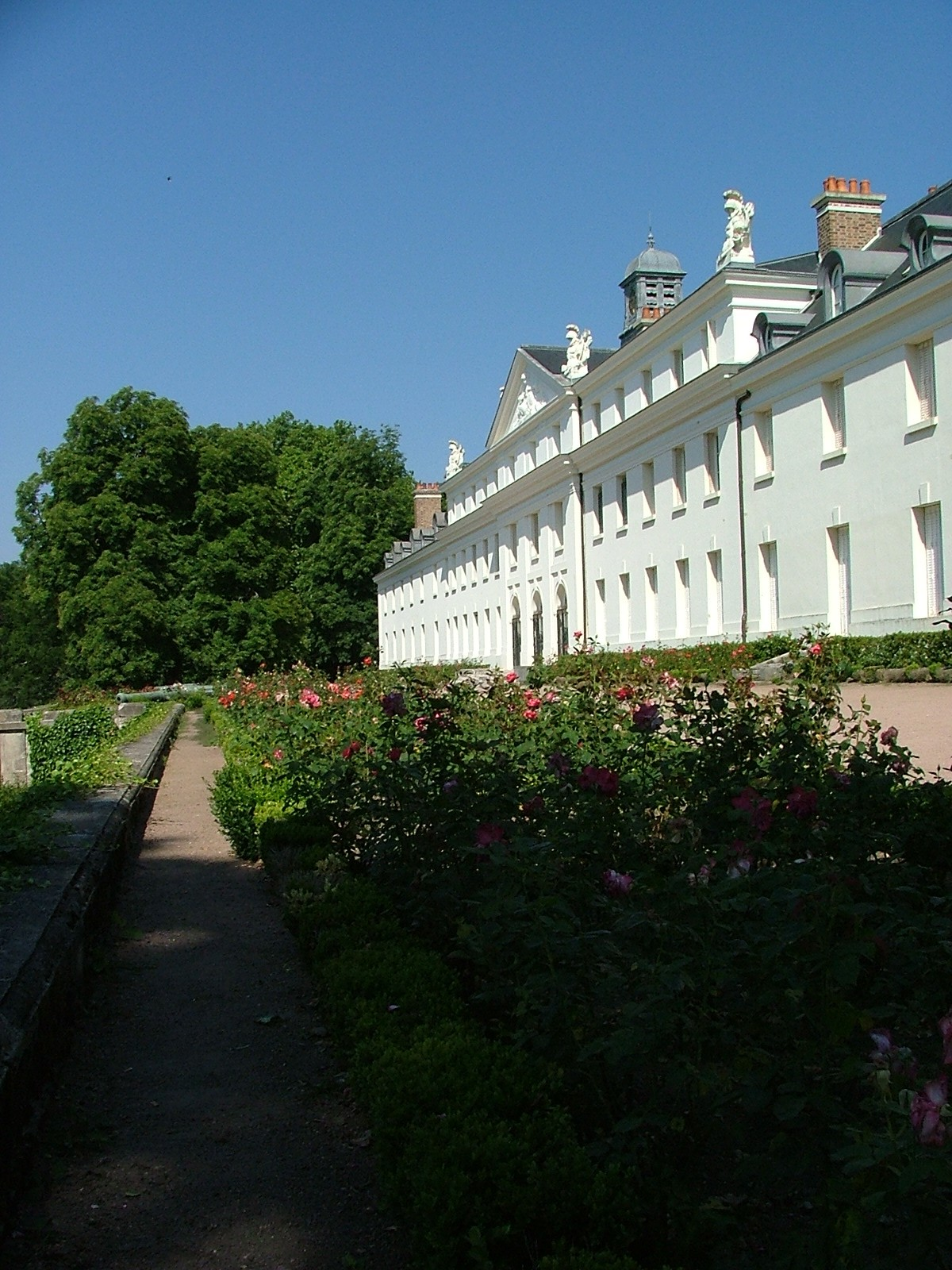
Le château de la Verrerie.

Après la défaite de 1870, Thiers incite Eugène I à s'orienter vers la fabrication d'armement en acier. C'est Henri, son fils, qui mettra en œuvre cette nouvelle orientation, par la création de nouveaux ateliers d'artillerie. Ces fabrications (canons, blindages) dont la qualité sera mondialement reconnue, assurent au Creusot une activité importante. La société se distingue par la production d'aciers spéciaux ainsi que par l'utilisation d'outils modernes comme son marteau-pilon de 100 tonnes qui permet de forger avec une grande précision des pièces de grandes dimensions. Ainsi les aciers du Creusot se montrent souvent à leur avantage lors des concours (Expositions universelles) par rapport à leurs concurrents (Vickers, Krupp AG, Skoda).
De 1871 à 1896, Henri Schneider est le maire du Creusot. Sous son impulsion et comme directeur, Schneider et Cie diversifie son implantation industrielle avec la construction de nouvelles usines dans la ville mais aussi à Montchanin ou plus tard au Breuil ; cependant celles du Creusot restent le « cœur » de l'entreprise. La diversification est également financière avec l'investissement dans la Compagnie du chemin de fer métropolitain de Paris. C'est durant cette même période qu'avec sa vision paternaliste, la ville se développe le plus fortement suivant trois axes : l'incitation à la propriété, l'aménagement des espaces publics et l'hygiène.
La fin du XIXe siècle connaît un regain de tensions sociales qui culminent avec la grève générale de 1899, très dure. Eugène II Schneider fait appel à l'armée et à l'arbitrage de Waldeck-Rousseau, président du conseil. La répression antisyndicale se traduit en 1900 par le départ de 1 200 ouvriers et marque durablement les esprits.

Puits de charbon du Creusot.
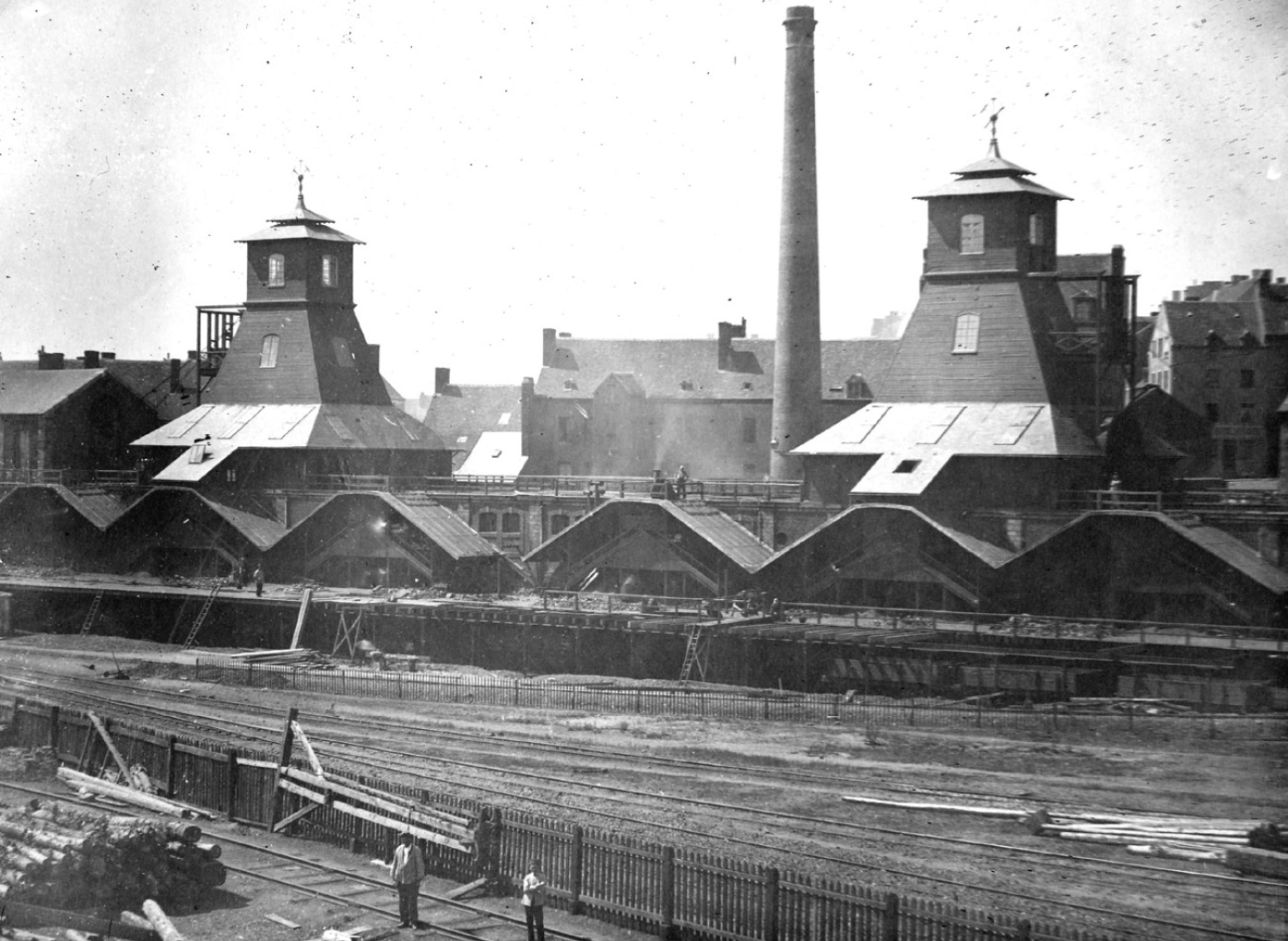
Les puits Saint-Pierre et Saint-Paul.
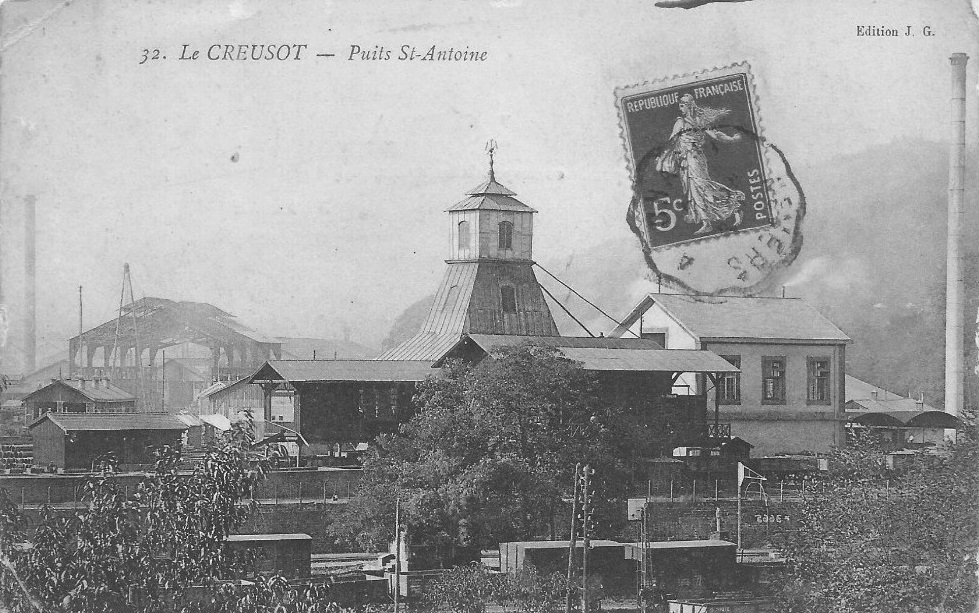
Le puits Saint-Antoine.
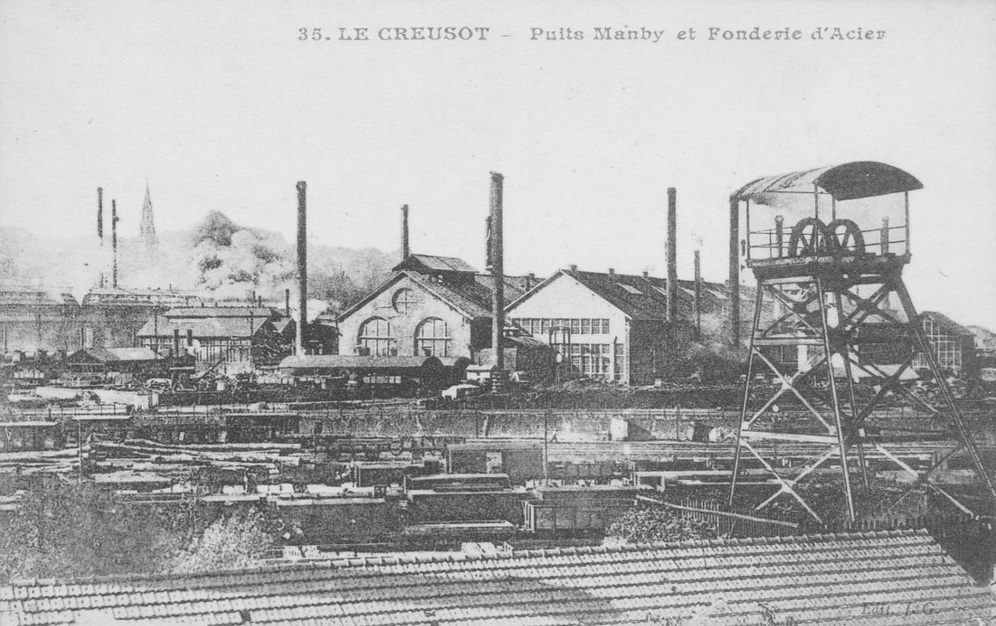
Le puits Manby et les usines Schneider.

Durant la Première Guerre mondiale la société emploie son plus grand nombre de salariés avec près de 20 000 ouvriers. Des milliers de canons et des millions d'obus y sont produits, les chars sont objet de diverses expérimentations et une escadrille de chasse sur Autun assure la protection du site. En 1939 elle possède deux fois plus d'habitations que la ville : 3 548 contre 1 742.
Durant la Seconde Guerre mondiale, la ville, grand centre industriel doté de capacités de production d'armes, est occupée le 17 juin 1940 par la division Grossdeutschland. Pour arrêter toute production, les aviations anglaise et américaine bombardent la ville à plusieurs reprises. Le bombardement du 17 octobre 1942, par la RAF, fait 63 morts et plus de 250 blessés. Le bilan est encore plus lourd dans la nuit du 20 au 21 juin 1943 : plus de 300 morts, 1 000 blessés. De nouveaux bombardements et de nombreux sabotages ont lieu le 6 septembre 1944, quand les troupes allemandes quittent la ville. Finalement il y aura : 10 000 sans-abris, 4 000 des 5 300 habitations atteintes, la destruction au moins partielle de l'hôtel-Dieu, de l'hôtel de ville, du château de la Verrerie, du pont de Chanliau, de trois églises, des stations électriques. Ces bombardements ont laissé un souvenir très fort dans la mémoire des Creusotins car c'est essentiellement la population, plus que les usines, qui a été touchée. Des décennies plus tard sont encore retrouvées des bombes. Le directeur de l'usine, Henri Charles Stroh est arrêté par les Allemands en mars 1944 et déporté à Buchenwald. Il avait fait enterrer deux citernes de benzol pour ralentir la production de l'usine. La ville est libérée les 6 et 7 septembre 1944 par le 2e régiment de spahis algériens.
Corrélativement au Plan Monnet, Le Creusot a la chance d'être choisi comme « cité pilote », avec Orléans, et une étroite coopération du ministère de la Reconstruction vont permettre sa rapide reconstruction de 1945 à 1950. Charles Schneider, arrivé dans la société en 1942 à la mort de son père Eugène II, reconstruit aussitôt la ville et les usines bombardées. Tout en poursuivant avec succès la stratégie de ses prédécesseurs, c'est-à-dire l'alliance du métal et de la machine, il fait accéder son entreprise aux technologies nouvelles, notamment avec l'entrée dans le secteur nucléaire. En 1949 Schneider & Cie devient une holding avec pour filiale locale la Société des Forges et Ateliers du Creusot (SFAC). Mais cette belle mécanique se grippe en 1960 avec la mort accidentelle de Charles Schneider.

### 1960-1984: les turbulences industrielles

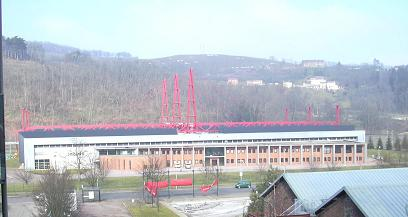
L'usine Safran du Creusot.

Orpheline, l'entreprise des Schneider n'est plus la même et s'ouvre alors une crise de succession et l'éclatement du groupe. En 1970, après la fusion de la SFAC avec la Compagnie des ateliers et forges de la Loire, l'usine creusotine devient Creusot-Loire, l'un des sites du groupe Empain-Schneider qui a pris le contrôle du groupe Schneider en 1966. L'âge d'or est loin lorsque éclate le premier choc pétrolier de 1973 et Creusot-Loire entre alors dans une terrible période de difficultés financières. En 1983-1984, des mouvements sociaux se multiplient, sans succès, et plusieurs ateliers de l'usine cessent leur activité. Mais le dépôt de bilan est inévitable le 12 décembre 1984. Les activités sidérurgiques subsistantes sont intégrées au groupe Usinor (depuis Arcelor, aujourd'hui ArcelorMittal) et les activités mécaniques sont reprises par Framatome.

### Période actuelle

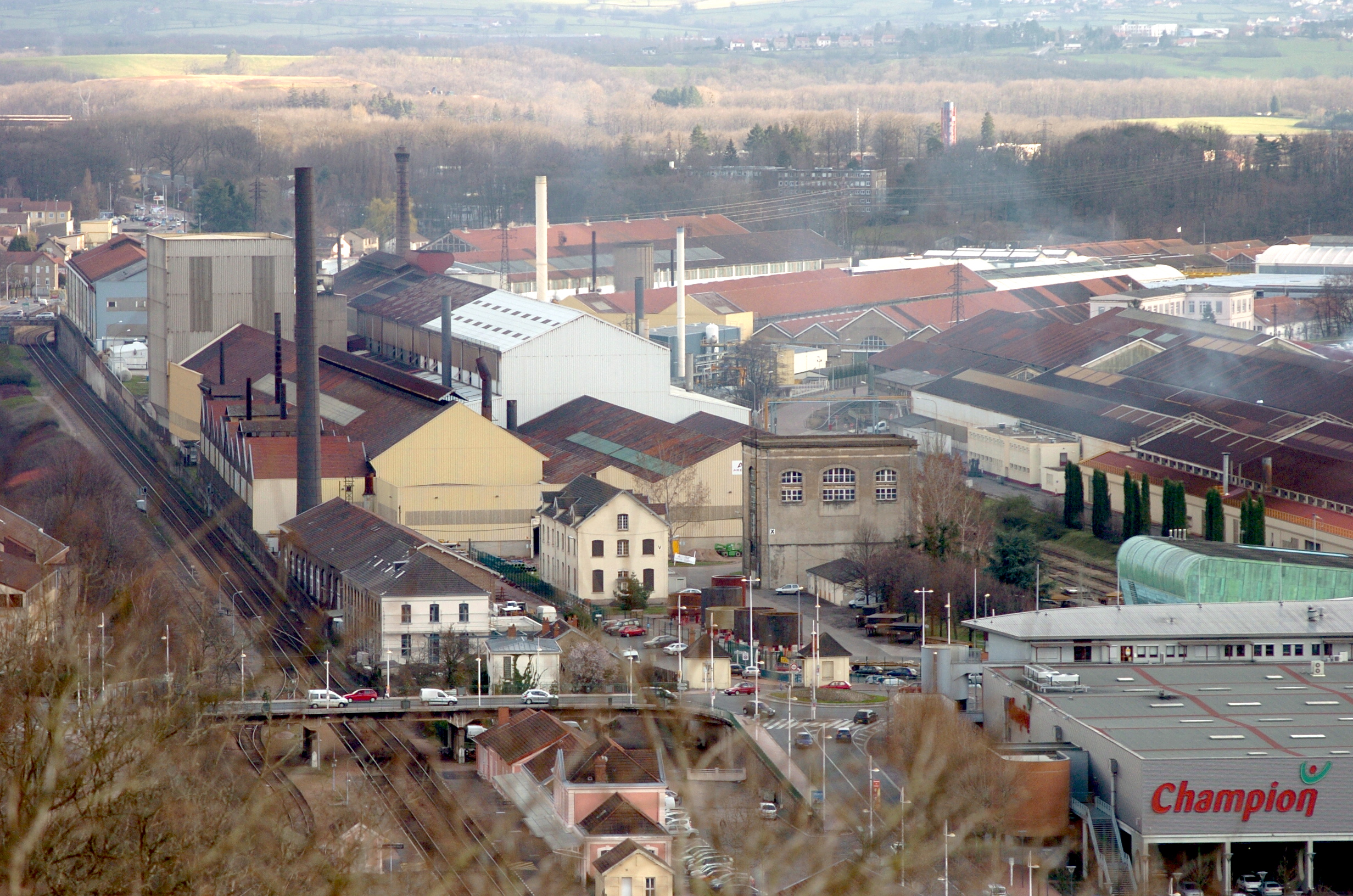
Vue sur les usines du Creusot en mars 2008.

Pour se donner de plus grands moyens, Le Creusot a cofondé, en 1970, la communauté urbaine Creusot-Montceau (CCM), qui regroupe aujourd'hui 34 communes de la région et a réussi à dépasser cette période sombre de son histoire. La plupart des activités historiques ont été reprises par différents grands groupes mondiaux. De plus, d'importants efforts ont été menés pour diversifier les activités, de sorte qu'aujourd'hui les anciens sites industriels des Schneider ne comportent plus aucune friche. Y sont notamment implantés :
- ArcelorMittal Industeel (anciennement Creusot-Loire Industrie), spécialisée dans les aciers spéciaux ;
- Framatome (anciennement Areva NP) avec la forge du Creusot (nucléaire), qui a réalisé en 2007 d'importants investissements (75 millions d'euros) pour y installer trois tours géants (les plus grands d'Europe) permettant de réaliser des pièces pour les centrales nucléaires, en particulier l'EPR de Flamanville ;
- Alstom (anciennement Jeumont-Schneider), avec une de ses principales usines qui produit des bogies (TGV, métros, tramways…) ;
- General Electric Oil & Gas à travers l'usine de Thermodyn (compresseurs industriels, turbines à vapeur) ;
- Safran (anciennement Snecma), spécialisée dans les disques pour réacteurs d'avions. L'usine Snecma est d'ailleurs un des symboles de la renaissance du Creusot, de par son architecture moderne (usine dessinée par Albert Constantini et inaugurée le 8 décembre 1987) et de par sa localisation. Elle a en effet été construite sur les ruines des plus anciens bâtiments de Creusot-Loire.

D'autres entreprises encore ont fait le choix d'une implantation au Creusot comme BSE (électronique), Siag (mâts d'éoliennes), Pinguely Haulotte (nacelles élévatrices), Turbine Casting, Avance Diffusion un temps…
NFM (tunneliers et grands systèmes mécaniques) Neyrpic Framatome Mécanique, née du regroupement avec Neyrpic est installée dans les anciens ateliers CM1 de la SFAC (Creusot-Loire). Son activité a cessé en 2018.
Dans cette conjoncture, les Creusotins tentent de rénover leur ville afin de développer de nouvelles sources d'emplois notamment dans le secteur tertiaire qui se développe rapidement depuis quelques années.
Depuis 1984, la ville s'est beaucoup transformée. Les vastes étendues d'ateliers de la plaine des Riaux ont disparu pour laisser place à d'autres activités, et l'avenue de l'Europe est inaugurée en 1987 par le Président François Mitterrand et le maire Camille Dufour. La ville a ainsi développé une politique de loisirs en créant un parc d'attractions mettant en avant le thème, historique pour la cité, de la locomotive. L'ancienne cristallerie royale qui avait été transformée en château par la famille Schneider s'est muée en Écomusée. Les anciennes halles de construction de locomotives ont été transformées en bibliothèque universitaire, inaugurée en 1998. D'importants travaux sont toujours effectués pour redonner vie aux rues marchandes de la ville. L'académie François-Bourdon s'est créée en association afin d'organiser les archives des usines qui sont mises à la disposition des chercheurs. Elle crée également des expositions.

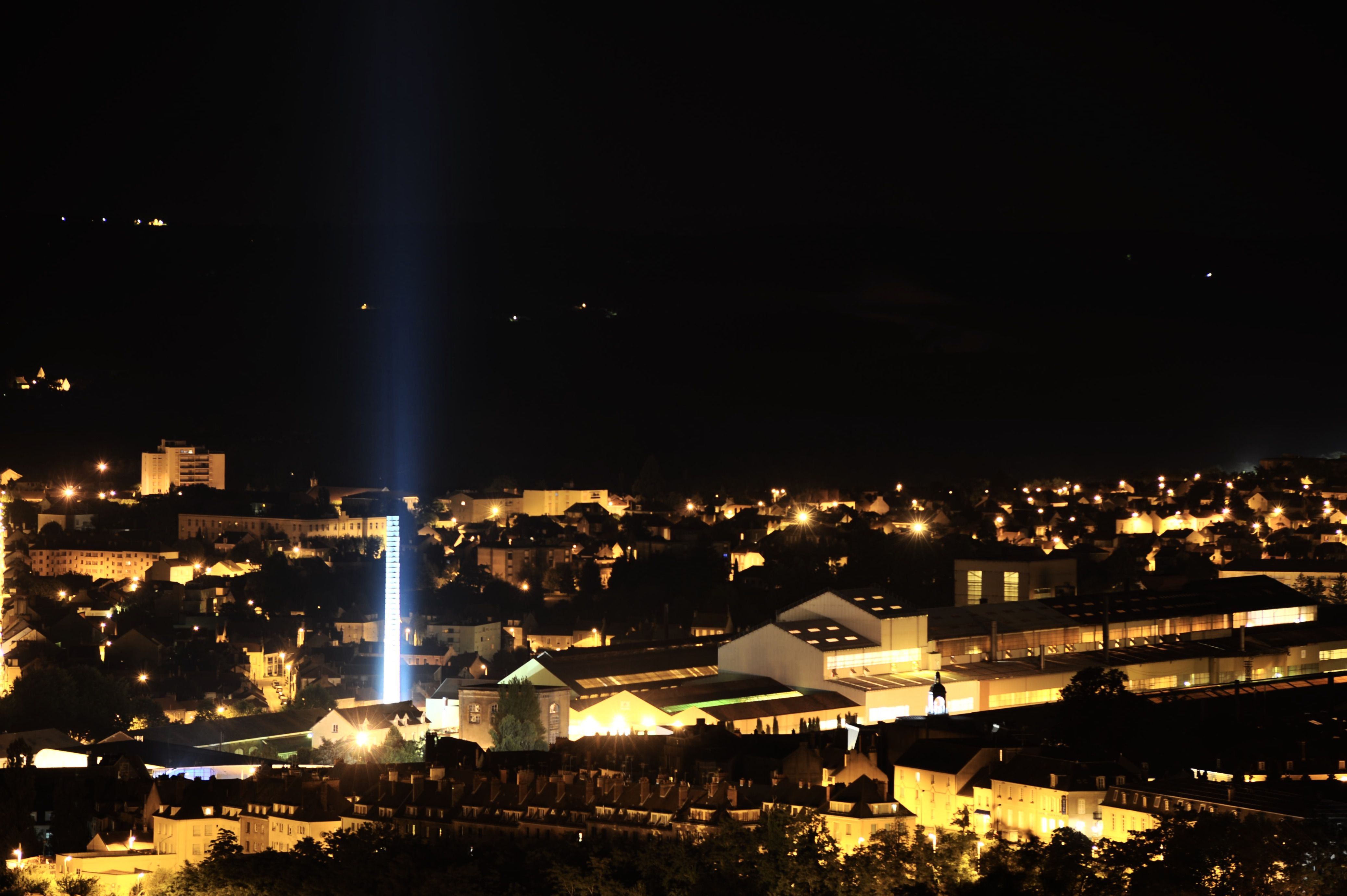
La Cheminée de la Forge du Creusot mise en lumière, photographiée le 11 juillet 2009.

Des nombreuses cheminées qui, naguère, s'élevaient au-dessus du Creusot, il n'en reste désormais plus qu'une : la cheminée de la Grosse Forge, éclairée depuis l'an 2000 à l'initiative de la ville dans le cadre de l'opération 30 ans, 16 communes, 16 œuvres de la Communauté Urbaine Creusot-Montceau, en collaboration avec l'Écomusée et la DRAC de Bourgogne. Cette cheminée élevée en 1869 avait initialement une hauteur de 80 mètres et était constituée de 68 viroles ; elle était surmontée d'un chapiteau de fonte. Construite en 1870, elle est l'une des premières cheminées en tôles rivetées, destinées à remplacer les cheminées en briques. Elle fut abaissée à 55 mètres environ en 1950 et a été désaffectée en 1973. Elle fut de nouveau abaissée à 48,39 mètres en juin 2016 pour des raisons de sécurité.

### Paternalisme

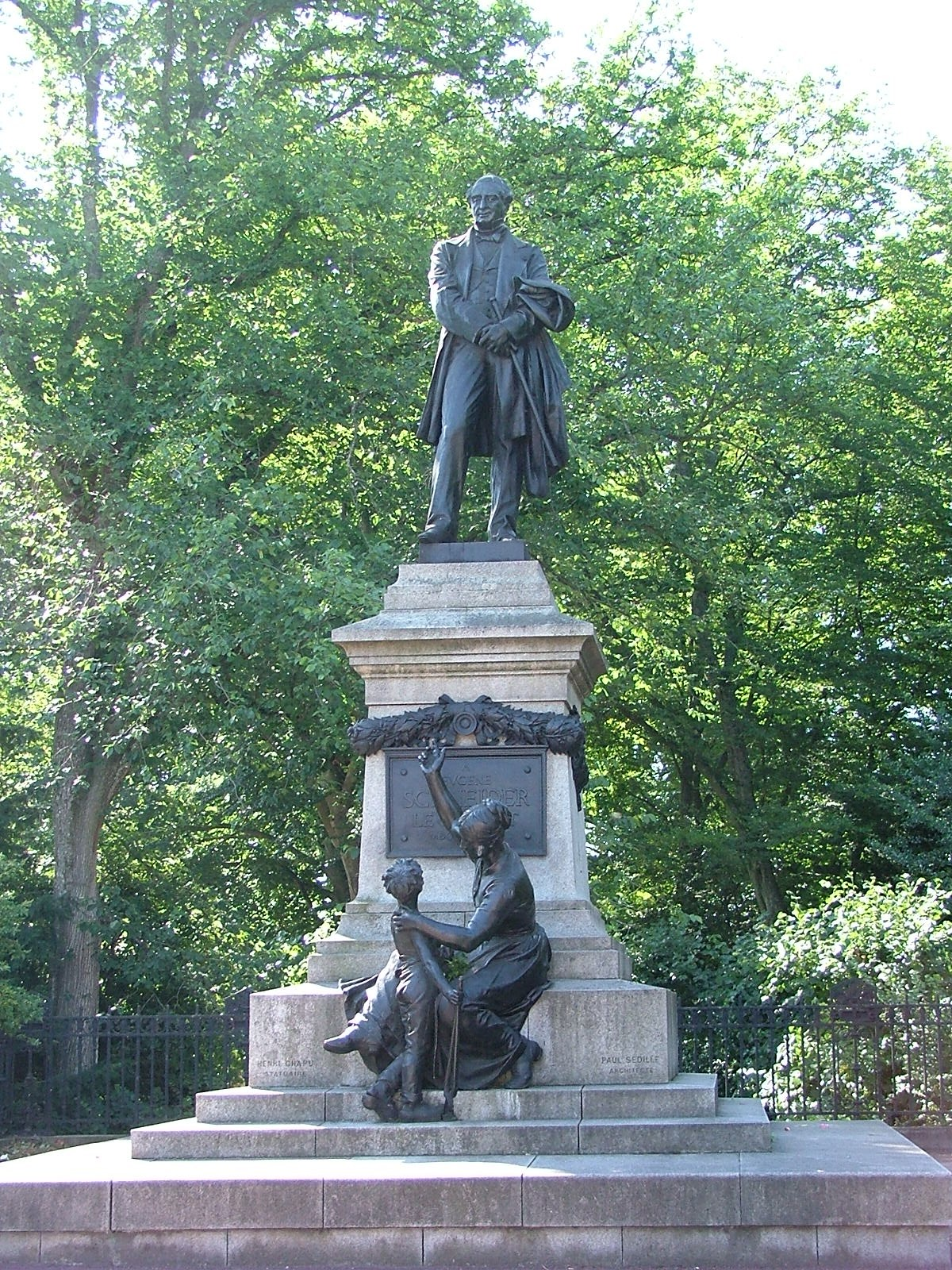
Statue d'Eugène I Schneider, œuvre d'Henri Chapu.

De 1836 à 1960, toute la vie du Creusot tourne autour de la sidérurgie et de la dynastie Schneider : chaque famille creusotine compte au moins un employé dans les usines Schneider, ce qui facilite le développement du « paternalisme », organisation intégrée qui tend à lutter contre l'inadaptation de la main-d'œuvre mais également à réguler tous les aspects de la vie quotidienne des Creusotins. Des écoles de tous les niveaux sont créées (les dernières fermeront leurs portes au milieu du XXe siècle). Des églises sont construites, un dispensaire, un hospice pour orphelins, un premier hôpital puis l'Hôtel-Dieu sont mis en place. En l'absence volontaire de commerces indépendants, la direction tient des économats. Différents types de logements sont bâtis pour les ouvriers et pour les ingénieurs, mais dans des quartiers bien distincts. Tous ces aménagements permettent aux Creusotins à la fois d'accepter leur emploi industriel et d'améliorer et de sécuriser leurs conditions de vie. En effet certains travaillent dans des conditions difficiles, en particulier les puddleurs dont l'espérance de vie était très limitée.
Ce paternalisme est un moyen efficace pour la famille Schneider d'assurer un certain contrôle. À travers la construction de logements et la vente de terrains à bon prix, les employeurs favorisent des conditions de vie plus confortables. Les logements sont systématiquement prévus avec un jardin, ainsi conçu pour inciter les ouvriers à s'occuper de leur potager plutôt que d'aller parler politique dans les cafés.
Les habitants entretiennent des relations passionnelles avec leurs patrons, empreintes parfois d'une forte reconnaissance. En 1856, une pétition de 5 000 signataires est adressée à Napoléon III pour renommer Le Creusot en Schneiderville, ce qu'Eugène Schneider refuse. À l'occasion de l'Exposition universelle de 1878, la société Schneider & Cie expose dans son pavillon une statue à l'effigie d'Eugène I réalisée par Henri Chapu et financée par la compagnie, un appel lancé par la Ligue de l'enseignement et une souscription auprès des Creusotins. Vers 1900 la mairie passe commande au prix de Rome Émile Peynot d'une statue de son fils Henri Schneider placée face à l'Hôtel-Dieu (son inauguration n'aura lieu qu'en 1923).
Cette reconnaissance n'empêche toutefois pas des luttes syndicales très dures notamment en 1848, en 1870-71 et surtout en 1899. Ces luttes sont l'occasion d'un renforcement de la logique de contrôle liée au paternalisme ; après les grèves de 1899 certaines prestations sociales sont réservées aux adhérents du syndicat jaune, le premier syndicat d'initiative patronale créé en France. En 1900, entre 1 200 et 1 500 ouvriers sont renvoyés ou partent à la suite de l'échec de la grève. En 1936, après les grèves de 1931, Le Creusot ne connaîtra pas un seul jour de grève.

## Politique et administration

### Tendances politiques et résultats
À la suite du second tour de la présidentielle au Creusot, Emmanuel Macron (En Marche!) arrive en tête du scrutin, avec 66,98 % des suffrages exprimés. Il devance Marine Le Pen (FN) qui recueille 33,02 % des suffrages exprimés. Emmanuel Macron (En Marche!) était également en tête dans la commune du Creusot après le 1er tour et avait récolté 24,51 % des votes.
On note un vote blanc à hauteur de 6,46 % chez les votants.

### Liste des maires

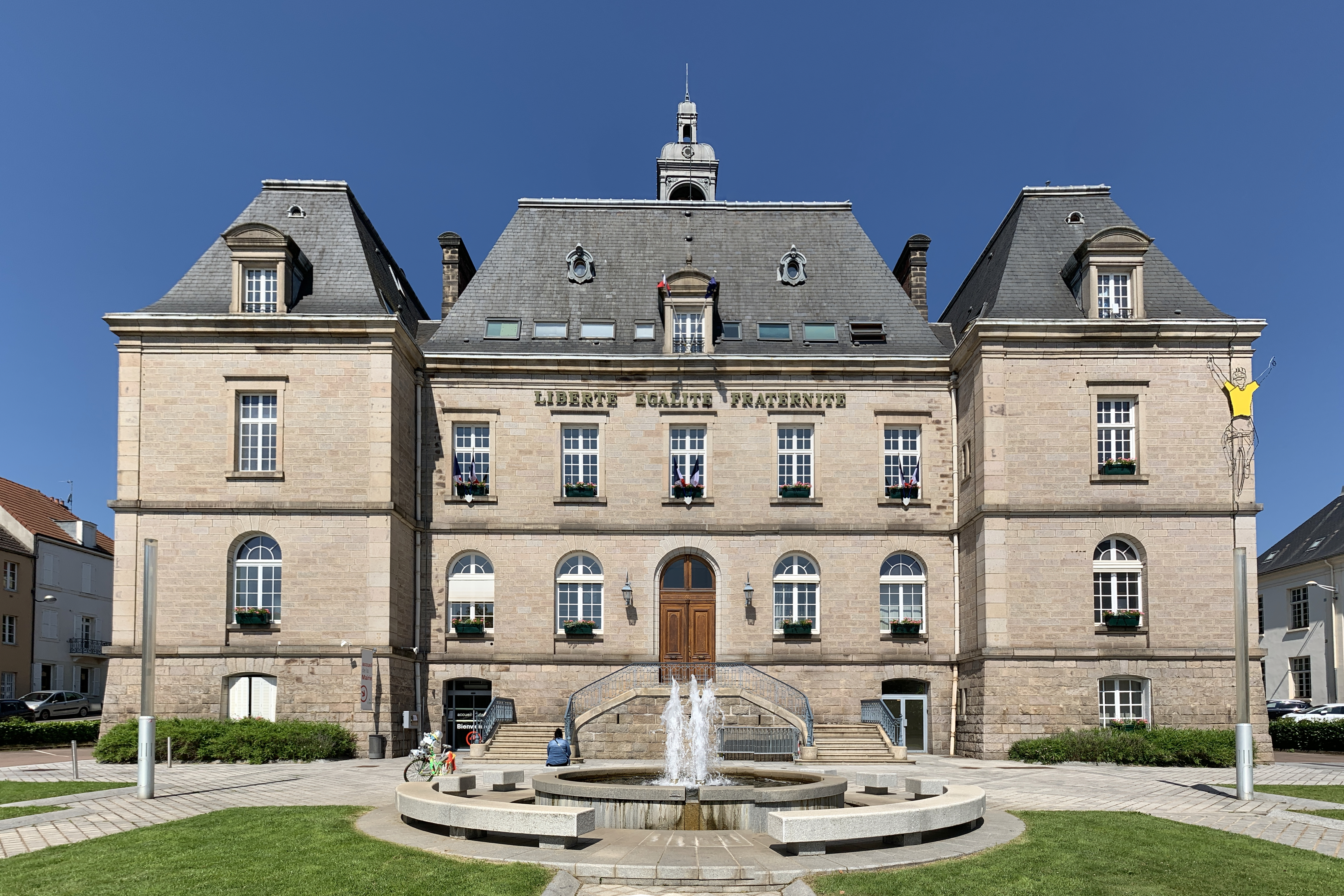
L'hôtel de ville.

### Jumelages
- Blieskastel (Allemagne)
- Bor (Serbie)
- Majdanpek (Serbie)
- Rumia (Pologne)

## Population et société

### Démographie
L'évolution du nombre d'habitants est connue à travers les recensements de la population effectués dans la commune depuis 1793. Pour les communes de plus de 10 000 habitants les recensements ont lieu chaque année à la suite d'une enquête par sondage auprès d'un échantillon d'adresses représentant 8 % de leurs logements, contrairement aux autres communes qui ont un recensement réel tous les cinq ans,.

En 2022, la commune comptait 20 536 habitants, en évolution de −5,59 % par rapport à 2016 (Saône-et-Loire : −1,06 %, France hors Mayotte : +2,11 %).
| 1793  | 1800  | 1806  | 1821  | 1831  | 1836  | 1841  | 1846  | 1851  |
| ----- | ----- | ----- | ----- | ----- | ----- | ----- | ----- | ----- |
| 1 545 | 1 145 | 1 332 | 1 218 | 1 334 | 2 700 | 4 012 | 6 303 | 8 083 |

| 1856   | 1861   | 1866   | 1872   | 1876   | 1881   | 1886   | 1891   | 1896   |
| ------ | ------ | ------ | ------ | ------ | ------ | ------ | ------ | ------ |
| 13 390 | 16 094 | 23 872 | 22 890 | 26 432 | 28 125 | 27 301 | 28 635 | 32 034 |

| 1901   | 1906   | 1911   | 1921   | 1926   | 1931   | 1936   | 1946   | 1954   |
| ------ | ------ | ------ | ------ | ------ | ------ | ------ | ------ | ------ |
| 30 584 | 33 437 | 35 587 | 38 396 | 32 419 | 32 034 | 29 417 | 24 106 | 28 663 |

| 1962   | 1968   | 1975   | 1982   | 1990   | 1999   | 2006   | 2011   | 2016   |
| ------ | ------ | ------ | ------ | ------ | ------ | ------ | ------ | ------ |
| 33 737 | 34 102 | 33 366 | 32 149 | 28 909 | 26 283 | 23 813 | 22 620 | 21 752 |

| 2021   | 2022   | - | - | - | - | - | - | - |
| ------ | ------ | - | - | - | - | - | - | - |
| 20 731 | 20 536 | - | - | - | - | - | - | - |

Le Creusot est une des 26 communes françaises qui comptent actuellement moins de 30 000 habitants après un pic à plus de 30 000 habitants. Le pic de population au Creusot a été de 34 102 habitants en 1968. C'est aussi celle qui a subi la chute la plus importante avec une diminution de 36,57 % entre 1968 et 2017.

### Enseignement
Le Creusot est le deuxième centre universitaire de Bourgogne (derrière Dijon), avec son Institut universitaire de technologie (quatre départements : Techniques de commercialisation, Génie électrique et informatique industrielle, Mesures physiques et Génie mécanique et productique ; six licences professionnelles) et le Centre universitaire Condorcet (deux filières : DEUG et DESS) ; tous deux antennes de l'université de Bourgogne.

### Sports
Le Creusot a longtemps vibré au rythme des performances de son équipe de rugby, jadis présente au plus haut niveau du championnat français, le Club olympique Creusot Bourgogne ou COC).
Elle possède également l'équipe Creusot Cyclisme (qui a vu passer entre autres dans ses rangs Robert Jankowski, Yves Beau, Yannick Martinez, Frédéric Finot, Sylvain Georges, Jean-Christophe Péraud), et le club de l'Union Club Pongiste Creusot Varennes (club de tennis de table évoluant à la salle Jean-Macé) qui ont et font briller régulièrement les couleurs de la ville au niveau régional et national.
La ville a été ville-étape du Tour de France à deux reprises, pour trois épreuves contre la montre :
- le 1er août 1998, lors du Tour de France 1998 (20e étape) : CLM Montceau-les-Mines - Le Creusot (52 km), remporté par l'Allemand Jan Ullrich ;
- le 22 juillet 2006, lors du Tour de France 2006 (19e étape) : CLM Le Creusot - Montceau-les-Mines (56 km), remporté par l'Ukrainien Serhiy Honchar ;
- Le Creusot accueille le 2 juillet 2021 l'arrivée de la 7e étape (départ de Vierzon). D'une distance de 248 km, elle est l'étape la plus longue sur le Tour en vingt ans, depuis la 20e étape du Tour de France 2000 (254,50 km).

En football, plusieurs clubs évoluent au Creusot, avec notamment la JO Creusot, le club phare de la ville (qui évolue au niveau régional) ou l'ANFE (niveau départemental) qui évoluent au stade Montporcher. D'autres clubs ont disparu mais ont aussi représenté la cité : Creusot Portugais, Creusot Espagnols, le FC La Marolle notamment.
En basket, elle possède l'équipe de l'ABC regroupant des minimes très prometteurs. L'équipe senior féminine reste le fanion du club puisqu'elle évolue en Nationale 2, dont elle a disputé les play-offs d'accession en Nationale 1 lors de la saison 2010-2011.
En escrime, l'Espérance réalise : 36 podiums nationaux, 2 podiums mondiaux et 1 européen de Bérénice Vignard en 2001 à Gdańsk et 2004, sans oublier la quatrième place de Gaby Venot au Challenge Monal en 1960.
En handball, le Creusot Torcy Montchanin Handball (CTM HB) a une équipe masculine des -18 ans, tenante du titre de champion de Bourgogne. Ils sont entraînés par Alain Holder, Gabriel Da Silva et Demetrio Moscato. Leurs aînés, eux, sont en pré-national pour but d'intégrer le championnat de Nationale 3 d'ici la saison prochaine[Quand ?]. Les seniors féminines évoluent en Nationale 3 depuis septembre 2018.
Le Boxing Club Creusotin, fort de nombreux licenciés chez les jeunes brille sur les différents rings de France.
Reconnu pour la qualité de ses infrastructures, Le Creusot apparait comme une ville dynamique au niveau associatif et sportif, accueillant régulièrement de grandes compétitions régionales ou nationales à la Halle des Sports ou sur le plan d'eau de Torcy tout proche (en aviron, organisé par le club local, le Club nautique creusotin).

## Économie
Les secteurs économiques majeurs de la ville du Creusot sont les suivants : l'administration publique, l'enseignement, la santé humaine et l'action sociale. Ils représentent 3 060 emplois.
Viennent en deuxième le secteur de la fabrication de produits industriels avec 1 725 emplois et en troisième celui de la fabrication d'équipements électriques, électroniques, informatiques ou de fabrication de machines, représentant 990 emplois.
En 1984, l'usine de la société au rôle historique pour cette cité, Creusot-Loire, a déposé son bilan, alors qu'elle était un des pourvoyeurs d'emploi les plus importants de la ville et de la région. Ses activités sidérurgiques ont été intégrées au groupe ArcelorMittal, et certaines autres activités à d'autres sociétés, notamment l'activité mécanique à Areva, les activités dans le domaine du transport à Alstom et d'autres encore à General Electric. Un téléfilm documentaire, Le Creusot, une nouvelle énergie réalisé par Marc Desoutter et diffusé pour la première fois sur France 3 le 6 octobre 2007, traite de ces évolutions,.
La ville lance un projet de filière de métallurgie des poudres qui doit voir le jour en 2023. Ce pôle de recherche est nommé « Calhispo ».

## Culture locale et patrimoine

### Le Creusot dans la littérature
Charles Exbrayat situe dans la ville l'action de son roman Les Dames du Creusot. Le Creusot a été visitée par Guy de Maupassant, publiant en 1883 dans Gil Blas une chronique sous le titre « Petits voyages, Le Creusot ».
Natif du Creusot, l'écrivain Christian Bobin (1951-2022) en a parfois fait le cadre de son œuvre et la prétendait « la plus belle ville du monde ».

### Lieux et monuments

#### Monuments civils
- Ville fleurie : trois fleurs.
- Le château de la Verrerie (anciennement manufacture de cristaux de la Reine) et son parc.
- L'Académie François-Bourdon.
- Le marteau-pilon (1877), emblème à l'entrée de la ville depuis le 20 septembre 1969.
- La cité ouvrière de la Combe des Mineurs, inscrite monument historique.
- La plaine des Riaux.
- Le parc touristique des Combes.
- La tour des Bandages, donjon carré dont la construction remonte à la fin du XIXe siècle (ouvrage qui se veut être une réplique de la tour du Bost, et qui était destiné à camoufler depuis les terrasses du château de la Verrerie une machine inesthétique consistant en un mouton servant à tester les bandages de roues de locomotives)[60].
- La locomotive 241 P 17 classée monument historique[61],[62], qui est la plus grosse locomotive à vapeur produite en France et la dernière à circuler, aujourd'hui encore, sur le réseau ferroviaire national, grâce à l'action de l'association des Chemins de Fer du Creusot[63].
- Les stèles commémoratives des cités Jean-Schneider et Françoise-Schneider, cités de quarante pavillons chacune inaugurées en 1948[64].

#### Églises et chapelles

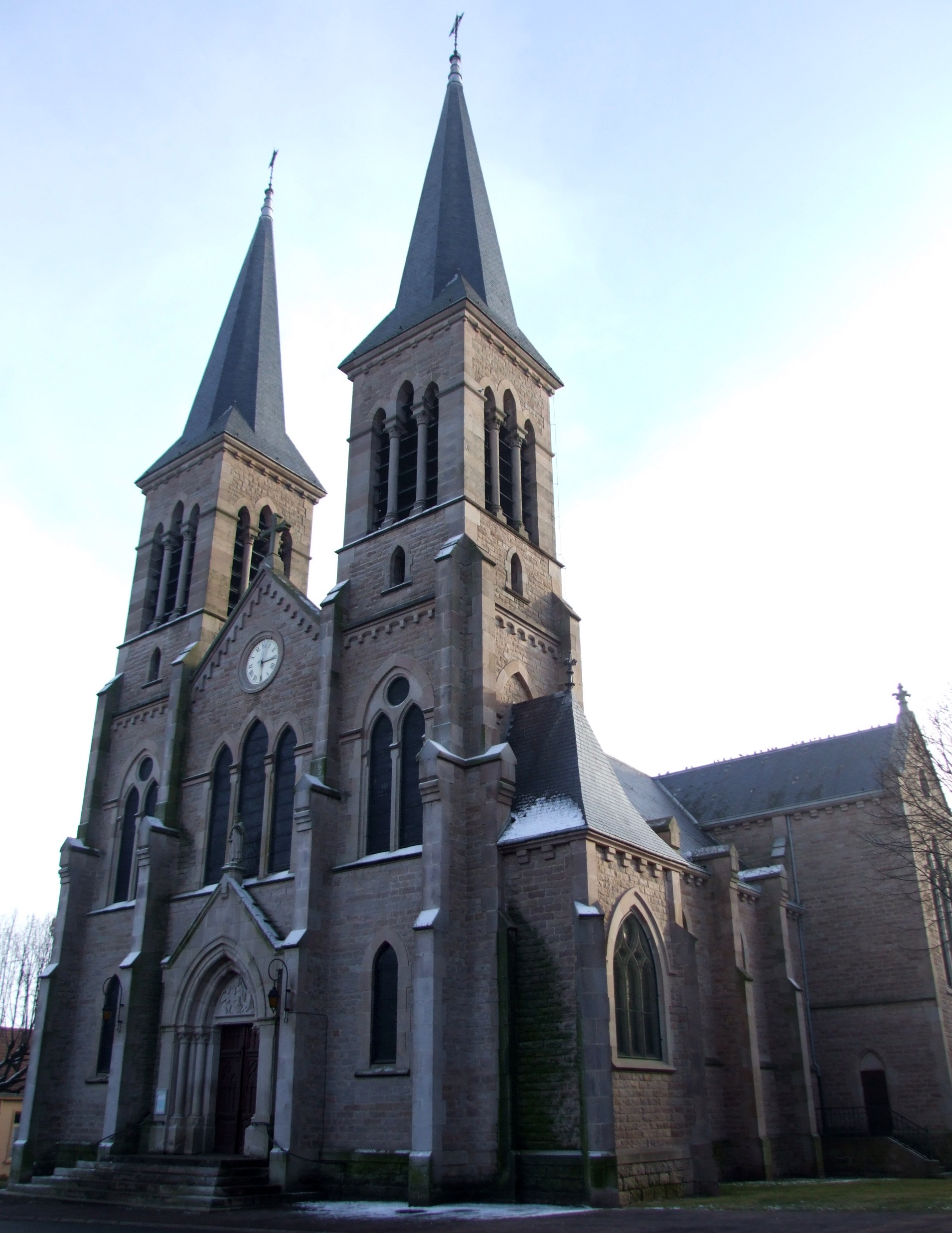
Église Saint-Henri.

- Église catholique Saint-Henri, rue Saint-Henri, la plus importante de la ville, avec un carillon de 25 cloches[65], dont quatre de volées, classé MH en 1994[66], une rareté dans la région. Vitraux signés du peintre verrier Joseph Besnard[67].
- Église catholique Saint-Charles, rue Foch.
- Église catholique Saint-Laurent, rue Jean-Jaurès, dans laquelle sont notamment visibles deux panneaux peints par Michel Bouillot sur le thème du service du repas eucharistique, de part et d'autre d'un vitrail (1976-1977)[68].
- Église catholique Saint-Eugène, rue Guynemer.
- Chapelle catholique Notre-Dame-du-Travail, boulevard de la Mouillelongue.
- Temple réformé de l'ERF, rue de Blanzy.
- Église orthodoxe Saint-Alexandre-Nevsky, rue Abbé-Perrot
- Centre évangélique, 74 rue Edith-Cavell (Assemblées de Dieu de France)[69]
- Église évangélique protestante, rue Albert-Ier
- Chapelle de l'Hôtel-Dieu, rue Foch.
- Chapelle du château de la Verrerie, aujourd'hui désaffectée, galerie d'art temporaire, rue Jules-Guesde (office du tourisme).

#### Autres lieux
- La lande de La Chaume, qui est l'un des huit sites naturels gérés en Saône-et-Loire par le Conservatoire d'espaces naturels de Bourgogne[Note 7]. Ce sentier localisé aux portes de la ville permet de découvrir, panneaux et brochure explicative à l'appui, des milieux peu présents en Bourgogne : les pelouses sur sols acides, les landes à genêts et à callune. Des espèces peu spectaculaires et méconnues, tels les lichens accrochés aux blocs de grès, font aussi la richesse de ce site[70],[71]. Le 31 mai 2008, le sentier de la lande de La Chaume a été nommé du nom de Pierre Nectoux, éminent naturaliste bourguignon, célèbre Creusotin et ancien président de la Société d'histoire naturelle du Creusot[72].
- Le parc des Carrières[73].

### Musées
Le château de la Verrerie abrite l'Écomusée chargé de mettre en valeur le patrimoine, notamment industriel, du Creusot et de sa région.

### Manifestations culturelles et festivités
Plus ancien festival de musique du Creusot, Blues en Bourgogne / Festival du Creusot a existé de 1991 à 2012. Il était organisé par l'association Clin d'Oreille qui a dû jeter l'éponge faute de subventions.
De 2002 à 2014, Le Creusot a aussi accueilli le festival des Giboulées, qui comme son nom l'indique avait lieu de fin mars à début avril à la Halle des Sports. Ce festival mélangeait groupes locaux dans une scène off et stars françaises et internationales. Ce festival avait une programmation plus ouverte aux autres genres musicaux puisqu'on y trouvait aussi bien des groupes de dub ou de chanson française que de musique électronique. JoeyStarr, Thiefaine, Les Ogres de Barback, Ezekiel, Big Mama, la Ruda, Rachid Taha, les Wampas, No one is innocent, Mano Solo, Enhancer, N&SK, Mass Hysteria, The Skatalites, JMPZ, Kaophonic Tribu, C2C, 1995 se sont succédé sur cette scène. Les groupes de musique du Creusot reflètent ces influences, car outre le heavy metal et le hip-hop, l'influence du blues et des musiques jamaïcaines est importante. Quelques noms de groupes passés et présents : les Kaktus, les Battaglia (plutôt marqués blues), Xiola, les Pilgrims, Kalimero Dub Nation, Royal Macadam Orchestra (plutôt influencés par le ska, le dub, et la chanson française « jazzy » pour les derniers), ainsi que les Monky Brass Band. Dans la scène de « métal - rock » creusotine, on pouvait retrouver de jeunes groupes tels qu'Exortal ou The Sons Of Talion. Ces groupes jouaient parfois à la salle municipale de l'Escale, avant de disparaître. La musique électronique, quant à elle, n'occupe qu'une infime partie de la culture creusotine, représentée notamment par Flex Blur.
En ce qui concerne la musique urbaine (hip-hop), la ville du Creusot compte quelques artistes dont la plupart sont toujours en activité. Parmi eux, on peut citer le collectif Bagdad 712, Kemsone (rappeur qui s'est produit à de nombreuses reprises dans des salles de spectacle de la région Creusot-Montceau), les rappeurs A2L, Meztizo, Kalash Animal ainsi que le groupe Les Asos. Musicalement, cette scène est généralement orientée dans un style jazzy et parfois sombre, proche du Rap East Coast.

### Équipements culturels

#### Cinémas
Le Creusot dispose d'un cinéma, Le Morvan, situé rue de la Verrerie. Classé art et essai et comprenant quatre salles (trois petites salles et une grande salle),, il est voué à être remplacé début 2026 par un nouveau cinéma de cinq salles, Le Magic, d'une capacité de 741 places qui sera implanté sur la plaine des Riaux, dans la zone « Mach 2 ». C'est l'actuel[Quand ?] gérant Régis Faure (qui en a repris la gestion début 2022) qui porte ce projet au travers de la Société des cinémas LCM,,,.
Le Magic reprend le nom d'un ancien cinéma (salle unique) du Creusot qui était situé rue Maréchal-Joffre. Devenu par la suite « Morvan 3 », cet ancien cinéma nommé simplement « Magic » sur sa façade est l'un des cinq cinémas (salle unique) que Le Creusot a jamais compté (avant-guerre) avec le Kursaal (carrefour de la Croix-Menée), L'Étoile (rue de la Verrerie, remplacé par le Rex après-guerre, lui-même remplacé par Le Morvan en septembre 1969), le Royal (route de Montcenis,) et l'Eden (situé d'abord au croisement de l'actuelle rue des Martyrs (alors rue du Nom) et de la rue Prudhon, avant d'être transféré rue Maréchal-Foch à partir de 1953-1954.
Depuis sa création en 1992 (encouragée par la ville du Creusot), l'association Cinémage y programme des films d'art et essai et des séances spéciales qu'elle anime en recevant des invités (réalisateurs, acteurs...) ou des intervenants extérieurs.

#### Médiathèque Christian-Bobin
La ville du Creusot s'est dotée fin 2007 d'une médiathèque. Située dans le quartier de la Molette, elle est le résultat des travaux de réhabilitation de l'ancienne bibliothèque municipale. Elle accueille désormais de nouveaux documents (notamment des DVD) et offre de nouveaux services (comme des postes multimédias). Le secteur Musique regroupe l'un des fonds les plus importants du département.
En 2023, elle est renommée médiathèque Christian-Bobin en hommage au poète natif du Creusot, décédé quelques mois plus tôt, en novembre 2022.

#### Lieux de spectacles

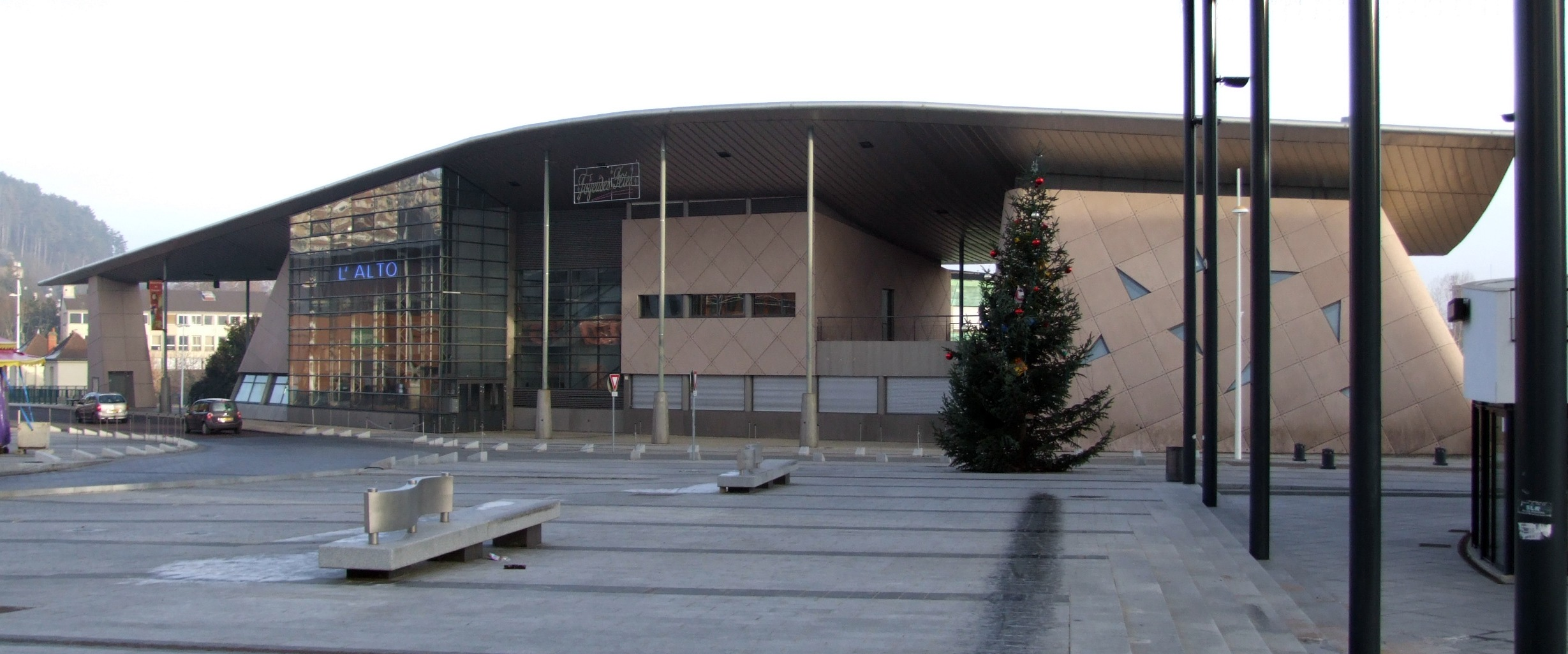
L'Alto au Creusot.

Situé en cœur de ville, L'arc (anciennement Maison des Arts et des Loisirs (inaugurée le 28 septembre 1967) qui prendra très vite le nom de l'association qui porte son projet culturel : « L.A.R.C. », pour « Loisirs, Arts, Rencontres, Culture ») est, depuis 1991, scène nationale. L'arc dispose de deux salles de spectacles et d'un lieu d'expositions. Elle accueille chaque année une quarantaine de spectacles et trois expositions, des artistes de renom (Les Deschiens, Jacques Gamblin, les Ballets de Lorraine, Jeanne Cherhal, Baptiste Trotignon, Richard Bohringer, Titi Robin…) et des compagnies régionales, nationales ou internationales qui y présentent leurs créations. En 2011, la scène nationale organisait la première édition du festival Hors champ. Chaque année, 20  à   25 000 personnes sont concernées par les activités de L'arc.
Voisin de L'arc, L'Alto est un centre de formation et de rencontres regroupant un conservatoire de musique et une salle de congrès complétés par un parc de stationnement.
La Nef est une salle polyvalente située dans le quartier du Tennis. Conçue par l'architecte Raphaël Pistilli et ouverte en 2008, elle fait également office de boulodrome,.
La Halle des Sports est une salle dédiée au bien-être et à l'entretien physique située dans le quartier des Riaux qui peut accueillir des concerts comme ce fut le cas du temps du festival des Giboulées.
Situé à proximité de l'entrée de la piscine du Creusot, le centre social L'Escale est également un lieu de concerts et de spectacles.

### Associations culturelles

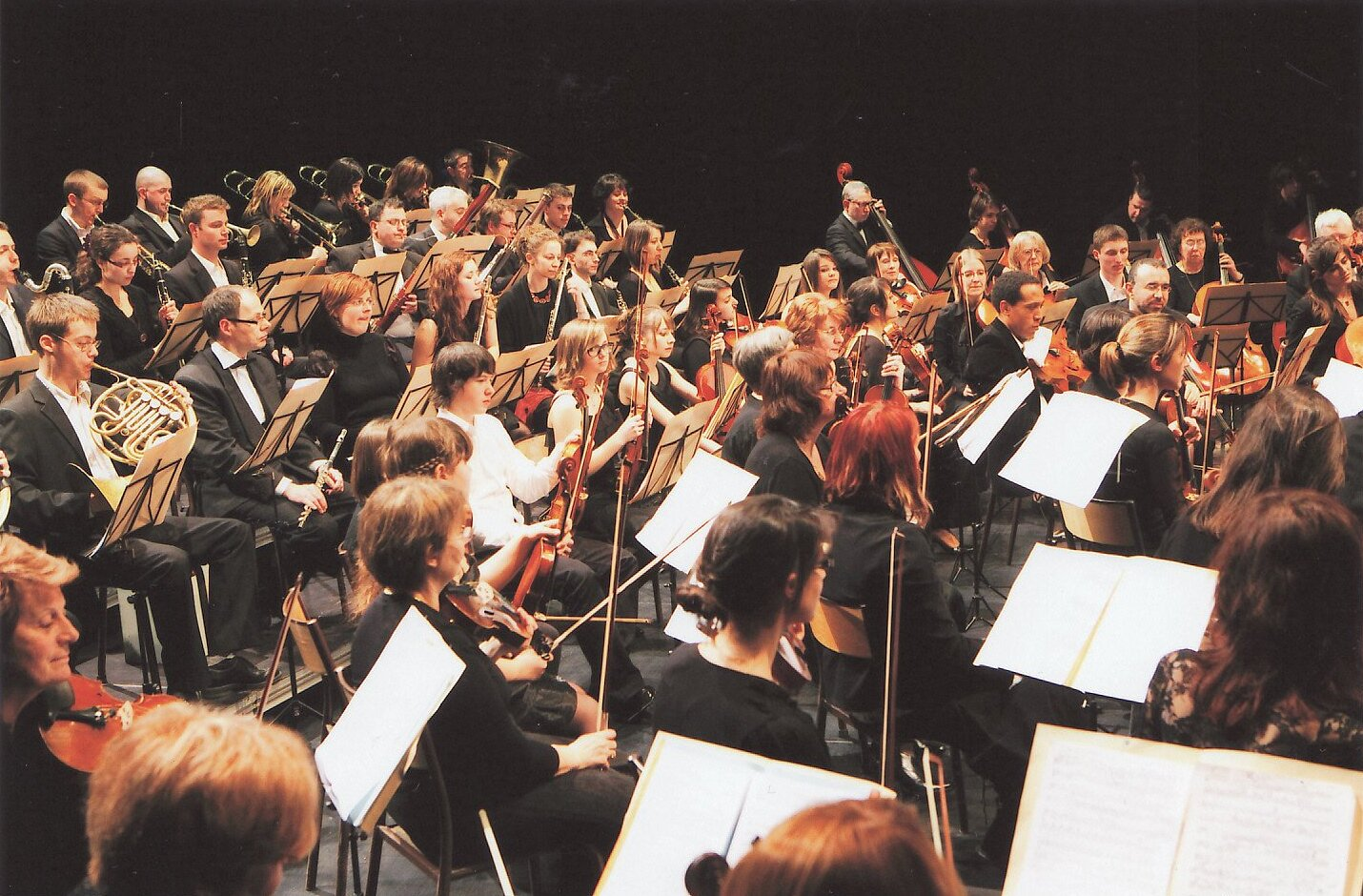
L'orchestre symphonique de la Communauté.

Des associations proposant diverses animations existent également. Par exemple, l'une d'elles, La Baraque, est un lieu de convivialité qui a pour but de produire des projets amateurs accessibles à tous (concerts, observation d'étoiles, expositions, théâtre, des projections de vidéos, etc.). Dans le cadre de ses activités, La Baraque héberge une web TV associative et participative, La Baraque TV, qui met en lumière les talents du bassin creusotin.
« Théâtre avec ENTR'ACTES » fait également partie du paysage creusotin, avec plusieurs spectacles montés chaque année en partenariat avec la compagnie Divadelko. Elle organise également des ateliers théâtre sous forme de stages dans toute la France et du coaching en développement personnel en direction des entreprises nationales. Elle s'engage entre autres, auprès des personnes présentant des déficiences intellectuelles avec qui elle monte des spectacles en Saône-et-Loire.
Au niveau musical, une longue tradition existe dans la ville avec l'Harmonie des usines fondée au XIXe siècle par les Usines Schneider. Devenue aujourd'hui Harmonie municipale, elle continue d'animer la vie de la cité. La ville possède un très beau conservatoire, dans les locaux de l'Alto, où pas moins de trente disciplines sont enseignées de façon sérieuse.
L'orchestre symphonique de la Communauté réunit une soixantaine de musiciens amateurs et professionnels. Né en 1976, issu d'une histoire qui commence en 1920 avec la fondation du « Cours d'ensemble symphonique » du Creusot, il donne des concerts dans toute la Bourgogne et au-delà pour perpétuer le répertoire classique et faire connaître des compositeurs contemporains.[source insuffisante].

### Médias locaux
- Le Journal de Saône-et-Loire (journal papier et numérique),
- Creusot Infos (site internet)
- Fréquence Plus Saône et Loire 97.6 (radio locale depuis Dole), Fusion FM (radio locale depuis Diou)  et d'autres radios sont présentes au Creusot (France Culture 96.4, Europe 2 98.9, RTL 105.7, France Inter 93.0, RMC 95.7, Europe 1 107.9, RTL2 101.7, Skyrock 104.1, France Info 100.7, France Musique 89.1 Espérance 89.9 et M Radio 107.5, France Bleu Bourgogne 101.3
- Les radios nationales avec un décrochage local au Creusot depuis Chalon-sur-Saône : NRJ Saône et Loire Chalon-Le Creusot 104.5, Chérie Bourgogne Franche-Comté Chalon-Le Creusot 100.0.

### Personnalités liées à la commune

#### Industriels
- Adolphe Schneider (Nancy, Meurthe-et-Moselle 1802 - Le Creusot 1845) : industriel, propriétaire des usines du Creusot ; fut maire et député.
- Eugène Schneider [Joseph Eugène Schneider] (Bidestroff, Moselle 1805 - Paris 1875) : industriel, propriétaire des usines du Creusot ; fut maire, député, président du Corps Législatif (Second Empire).
- Henri Schneider (Le Creusot 1840 - Paris 1898) : industriel, propriétaire des usines du Creusot ; fut maire et député.
- Eugène II Schneider (Le Creusot 1868 - Paris 1942) : industriel, propriétaire des usines du Creusot ; fut maire et député.
- Charles Schneider (Paris 1898 - Saint-Tropez 1960) : industriel, propriétaire des usines du Creusot.
- François Bourdon (Seurre 1797 - Paris 1865) : ingénieur, inventeur du marteau-pilon.
- Henri Charles Stroh (1887-1947) : ingénieur, directeur des usines du Creusot, résistant déporté et disparu à Buchenwald, mort pour la France.
- François Pérol (1963-) : haut fonctionnaire et banquier.

#### Militants syndicaux et politiques
- Henri Pognon (Nancy 1787 - Chalon-sur-Saône 1841), maire du Creusot (1832-1841) et chef comptable des usines Schneider à la même époque, dont le patronyme aurait inspiré le mot argotique « pognon », apparu dans le langage populaire dès 1840.
- Eugène Varlin (Claye-Souilly, Seine-et-Marne 1839 - Paris 1871) : militant socialiste ; créateur au Creusot d'une section de l'Association internationale des travailleurs.
- Félix Martin (Le Creusot 1840 - 1924 Le Creusot), homme politique, député de Saône-et-Loire de 1884 à 1885 et sénateur de 1887 à 1924.
- Adolphe Assi (Roubaix, Nord 1841 - Nouméa, Nouvelle-Calédonie 1886) : militant et ouvrier mécanicien au Creusot ; animateur des grèves de 1870.
- Jean-Baptiste Dumay (Le Creusot 1841 - Paris 1926) : ouvrier tourneur, militant, écrivain, fut maire et député ; auteur de Mémoires d'un militant ouvrier du Creusot, 1841-1905.
- Benoît Malon (Précieux, Loire 1841 - Asnières-sur-Seine, Hauts-de-Seine 1892) : militant ouvrier ; auteur d'une série d'articles sur la grande grève de 1870 au Creusot.
- André Lyonnais (1842-1914), homme politique né au Creusot, député de Seine-Maritime de 1885 à 1889.
- Claude Coureau (1849 au Creusot - 1926 au Creusot), homme politique, député de Saône-et-Loire de 1910 à 1914.
- Georges Bras (Saint-Sernin-du-Bois 1859-1937) : député de Saône-et-Loire de 1914 à 1919 (socialiste), ouvrier carrier, il fut élu aux élections des 26 avril et 10 mai 1914.
- Lazare Goujon (1869-1960), homme politique, maire de Villeurbanne avant et après guerre, député du Rhône de 1928 à 1936.
- Paul Faure (Périgueux 1878 - Paris 1960) : député, ministre, maire du Creusot de 1924 à 1929.
- Jean-Jacques Thomasset (Le Creusot 1895 - Bourg-en-Bresse, Ain 1973), archéologue, militant autonomiste bourguignon puis collaborationniste.
- Albert Beugras (1903-1963), homme politique, collaborationniste durant la Seconde Guerre mondiale et père d'Anne Sylvestre est né au Creusot.
- André Jarrot (Lux, Saône-et-Loire 1909 - Chalon-sur-Saône, Saône-et-Loire 2000) : a été député, sénateur, membre du Parlement européen et président de la communauté urbaine Creusot-Montceau.
- Rémy Boutavant (St-Vallier 1911 - Le Creusot 1979) instituteur, député de S&L de 1946 à 1958.
- Camille Dufour (Betheny, Marne 1925) : syndicaliste CFDT, élu maire du Creusot en 1977, réélu en 1983 et 1989.
- André Billardon (Monceaux-le-Comte, Nièvre 1940) : maire du Creusot de 1995 à 2016.
- Jean-Paul Anciaux (Le Creusot 1946) : député de 2002 à 2012.
- Claudie Haigneré (Claudie André-Deshays ép. Haigneré) (Le Creusot 1957) : médecin, scientifique, spationaute (1re femme française et européenne dans l'espace) ; ministre déléguée dans les gouvernements Raffarin II et III.
- François Pérol (Le Creusot 1963) : haut fonctionnaire, banquier et conseiller politique dans plusieurs cabinets ministériels.
- Gérard Lindeperg (Rouen 1938) : homme politique français.

#### Artistes
- Ignace-François Bonhommé (1809-1881), premier peintre à représenter les forges du Creusot[92].
- Louis-Lazare Perruchot (Le Creusot, 1852 - Monaco, 1930) : organiste, compositeur, maître de chapelle de la cathédrale de Monaco ; sa carrière musicale débuta vers 1870 comme titulaire des orgues de l'église Saint-Laurent au Creusot.
- Jane Deley (1878-1949), peintre, née au Creusot.
- Raymond Rochette (Le Creusot, 1906 - 1993) : peintre ; a rendu hommage aux ouvriers du Creusot tout au long de son œuvre.
- Dany Dauberson (Suzanne Gauche) (Le Creusot 1925 - Marseille, Bouches-du-Rhône 1979) : chanteuse et actrice.
- Marie-Pierre Casey (Le Creusot, 1937) : comédienne.
- Christian Bobin (Le Creusot, 1951- Chalon-sur-Saône, 2022) : écrivain, poète.
- Catherine Lépront (Le Creusot, 1951) : romancière.
- Marie-Annick Nicolas (Le Creusot, 1956) : violoniste.
- Robin Renucci (Le Creusot, 1956) : acteur.
- Christophe Alévêque (Le Creusot, 1963) : humoriste, chanteur et chroniqueur.
- Magali Ripoll (Le Creusot, 1978) : chanteuse, musicienne, chroniqueuse et comédienne.
- Frédéric Bobin (Le Creusot, 1978) : guitariste, auteur-compositeur-interprète.
- Florent Bernard (Le Creusot, 1991) : réalisateur et scénariste.

#### Ingénieurs et scientifiques
- Floris Osmond (Paris 1849 - Saint-Leu 1912) : ingénieur sidérurgiste français qui développa les aciers au laboratoire de l'Usine du Creusot entre 1880 et 1884.
- Bruno Cadoré (Le Creusot, 1954) : docteur en médecine (spécialiste de bioéthique médicale), religieux dominicain, maître de l'ordre des Prêcheurs.
- Jean-Claude Merlin (Le Creusot, 1954) : astronome amateur, découvreur de la petite planète (10233)[93].
- Claudie Haigneré (Le Creusot, 1957) : médecin et spationaute française (première femme française et européenne dans l'espace).
- Luc Rochette (Le Creusot, 1944) : chercheur et professeur Université.
- Gabriel Jars : ingénieur ayant identifié le potentiel charbonnier du Creusot au XVIIIe siècle.

#### Sportifs

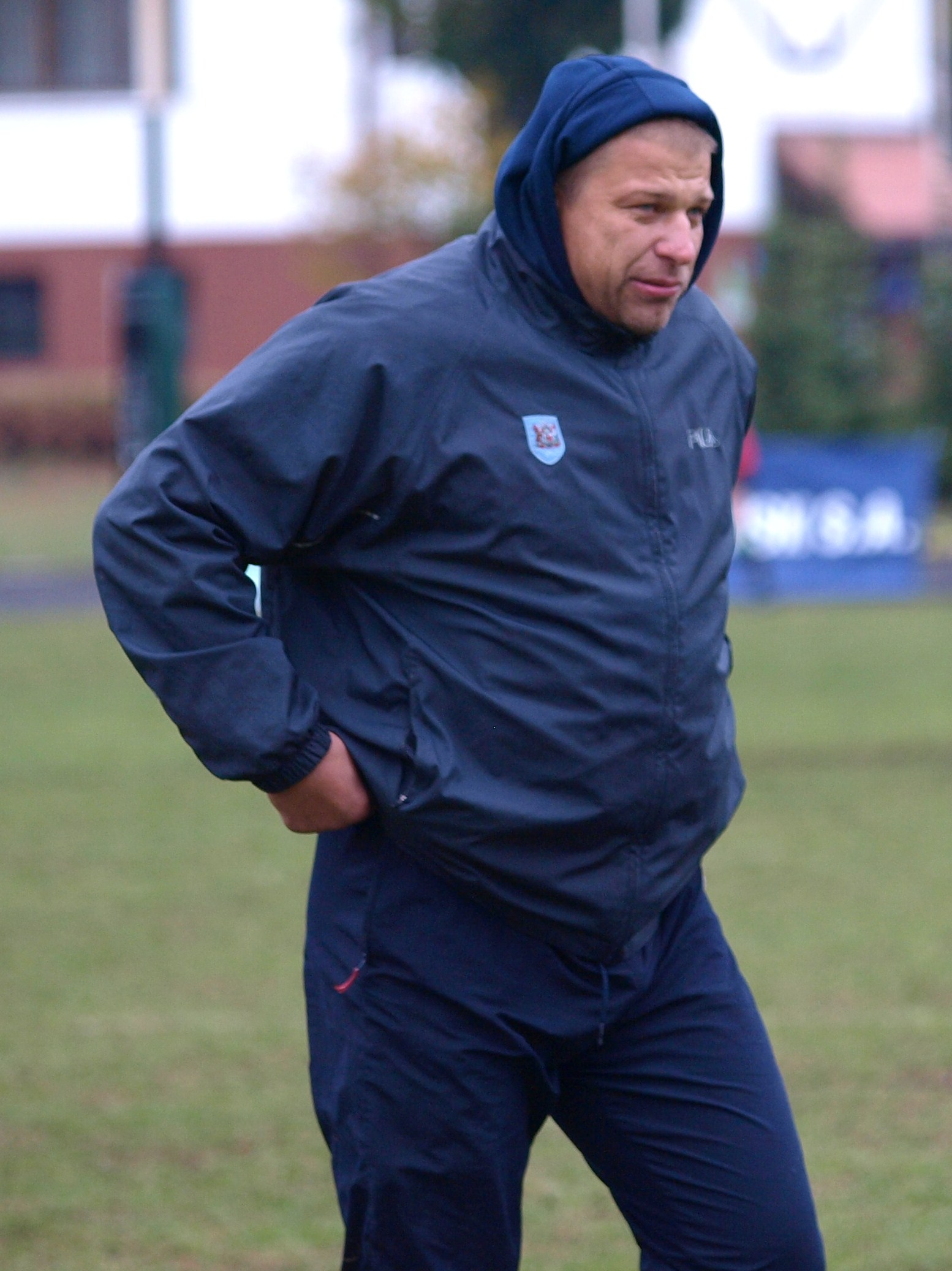
L'international polonais Gregory Kacala, l'un des symboles du CO Le Creusot.

- Claude Deniot (Savigny-Poil-Fol 1895) : cycliste.
- Gilles Delaigue (Sainte-Colombe 1949) : rugbyman international français passé par le CO Le Creusot.
- Patrick Parizon (Le Creusot 1950) : footballeur international français.
- Daniel Kaczorowski (Le Creusot 1952) : rugbyman.
- Gregory Kacala (Gdańsk, Pologne 1966) : rugbyman passé par le CO Le Creusot.
- Džoni Mandić (Zenica, Yougoslavie 1966) : rugbyman passé par le CO Le Creusot.
- Philippe Correia (Le Creusot 1971) : footballeur.
- Frédéric Demontfaucon (Le Creusot 1973) : judoka.
- Sébastien Kuzbik (Le Creusot 1978) : rugbyman.
- Fabrice Moreau (Le Creusot 1978) : aviron.
- Mansour Boutabout (Le Creusot 1978) : footballeur.
- Anthony da Silva (Le Creusot 1980) : footballeur.
- Sébastien Grax (Le Creusot 1984) : footballeur.
- Julien Doreau (Le Creusot 1983) : basketteur.
- Sandrine Brétigny (Le Creusot 1984) : footballeuse.
- Romain Genevois (L'Estère, Haïti 1987) : footballeur passé par la JO Creusot.
- Quentin Walcker (Le Creusot 1996) : rugbyman international français.
- Jessy Benet (Le Creusot 1995) : footballeur.

#### Autres
- Sœur Marie-Suzanne (1889-1957), chercheuse qui apporta une contribution notable à la lutte contre la lèpre.
- Mathilde Carré (1908-2007), dite la Chatte, espionne et agent-double pendant la Seconde Guerre mondiale, originaire du Creusot.
- Renée Balibar (Le Creusot, 1915), journaliste.
- Alexandra Alévêque (Le Creusot, 1972), journaliste.
- Don Camillo Valota (mort en 1988), prêtre de la communauté italienne du Creusot, inspirateur du personnage de Don Camillo.
- Romain Gallant (Le Creusot, 1979), animateur de radio à Skyrock, connu sous le nom de Romano.
- Cédric Burtin, chef cuisinier doublement étoilé au Guide Michelin, est né au Creusot en 1981.

### Héraldique
| Blason du Creusot | Les armes du Creusot se blasonnent ainsi : D'azur au marteau-pilon d'argent, posé sur une terrasse du même, l'enclume sommée d'un lingot de gueules, accosté en chef de deux lampes anciennes de mineur d'or allumées de gueules ; au chef du même chargé d'une ancre d'argent accostée de deux fleurs de lis d'or. L'écu timbré d'une couronne murale d'or à quatre tours et soutenu à dextre d'une branche de chêne et à senestre d'une palme, le tout d'or, passées en pointe en sautoir et retenant un listel de parchemin chargé de la devise en lettres romaines de sable FAC FERRUM, FER SPEM. La Croix de Guerre 1939-1945 appendue à la pointe de l'écu brochant sur le listel. Les lampes de mineurs rappellent l'extraction de la houille, et le marteau-pilon est emblématique de la ville. L'ancre était l'emblème de la corporation des fondeurs-forgerons. La devise FAC FERRUM, FER SPEM peut se traduire par « Travaille le fer, porte l'espoir ». Ce blason a été dessiné par Robert Louis en 1950. Il a été adopté par la ville le 21 décembre 1950. |

### Films tournés au Creusot
- Au travail, film muet du réalisateur français Henri Pouctal, adapté du roman social et utopique d'Émile Zola, Travail, a été tourné en 1919 au Creusot et à Decazeville (Aveyron)[Note 15].
- Christian Bobin derrière le miroir, un court-métrage de 52 minutes d'Eric Nivot, produit en 2002[96].